# فهرست برندگان مدال المپیک تابستانی ۲۰۲۴
برنامه‌ی بازی‌های المپیک تابستانی ۲۰۲۴ شامل ۳۲۹ رویداد ورزشی در ۳۲ رشته ورزشی بود، که شامل ۲۸ ورزش پایه‌ای و  اصلی که در ۲۰۱۶ و ۲۰۲۰ برگزار شدند و ۴ رشته فرعی که توسط کمیته سازماندهی پاریس پیشنهاد شد: رقص بریک که برای نخستین‌بار در این مسابقات گنجانده شد، علیرغم آن که اسکیت‌بردینگ، سنگ‌نوردی و  موج‌سواری در المپیک ۲۰۲۰ برگزار شدند.

## تیراندازی با کمان
*   کشور میزبان (فرانسه)
| رتبه           | کشور                | طلا | نقره | برنز | مجموع |
| -------------- | ------------------- | --- | ---- | ---- | ----- |
| ۱              | کره جنوبی           | ۵   | ۱    | ۱    | ۷     |
| ۲              | ایالات متحده آمریکا | ۰   | ۱    | ۱    | ۲     |
| ۲              | فرانسه*             | ۰   | ۱    | ۱    | ۲     |
| ۴              | آلمان               | ۰   | ۱    | ۰    | ۱     |
| ۴              | چین                 | ۰   | ۱    | ۰    | ۱     |
| ۶              | ترکیه               | ۰   | ۰    | ۱    | ۱     |
| ۶              | مکزیک               | ۰   | ۰    | ۱    | ۱     |
| مجموع (۷ کشور) | مجموع (۷ کشور)      | ۵   | ۵    | ۵    | ۱۵    |

### مدال‌آوران
| رویداد            | طلا                                                  | نقره                                               | برنز                                                     |  |  |  |
| انفرادی مردان     | کیم وو جین · کره جنوبی                               | بریدی الیسون · ایالات متحده آمریکا                 | لی وو سوک · کره جنوبی                                    |  |  |  |
| تیمی مردان جزئیات | کره جنوبی · کیم جه-دوک · کیم وو جین · لی وو سوک      | فرانسه · بپتیس آدیس · توما شیرو · ژان-شارل والادون | ترکیه · مته گازوز · برکیم تومر · عبدالله ییلدیرمیش       |  |  |  |
|                   |                                                      |                                                    |                                                          |  |  |  |
| انفرادی زنان      | لیم شی هیون · کره جنوبی                              | نام سو هیون · کره جنوبی                            | لیزا بربولان · فرانسه                                    |  |  |  |
| تیمی زنان جزئیات  | کره جنوبی · جون هون یونگ · لیم شی هیون · نام سو هیون | چین · آن چی‌شوان · لی جیامان · یانگ شیائولی         | مکزیک · آنخلا رویس · آلخاندرا والنسیا · آنا پائولا واسکس |  |  |  |
|                   |                                                      |                                                    |                                                          |  |  |  |
| مختلط جزئیات      | کره جنوبی · کیم وو جین · لیم شی هیون                 | آلمان · فلوریان اونرو · میشل کراپن                 | ایالات متحده آمریکا · بریدی الیسون · کیسی کافولد         |  |  |  |

## شنای موزون
*   کشور میزبان (فرانسه)
| رتبه           | کشور                | طلا | نقره | برنز | مجموع |
| -------------- | ------------------- | --- | ---- | ---- | ----- |
| ۱              | چین                 | ۲   | ۰    | ۰    | ۲     |
| ۲              | ایالات متحده آمریکا | ۰   | ۱    | ۰    | ۱     |
| ۲              | بریتانیای کبیر      | ۰   | ۱    | ۰    | ۱     |
| ۴              | اسپانیا             | ۰   | ۰    | ۱    | ۱     |
| ۴              | هلند                | ۰   | ۰    | ۱    | ۱     |
| مجموع (۵ کشور) | مجموع (۵ کشور)      | ۲   | ۲    | ۲    | ۶     |

### مدال‌آوران
| رویداد | طلا | نقره | برنز |
| دوئت   | چین · وانگ چیانیی · وانگ لیویی                                                                                     | بریتانیای کبیر · کیت شورتمن · ایزابل تورپ                                                                                         | هلند · برخیه ده براور · نورتیه ده براور                                                                                             |
| تیمی   | چین · چانگ هائو (شناگر) · فنگ یو · وانگ سی‌یه · وانگ لیویی · وانگ چیانیی · شیانگ بین‌شوان · شیائو یانینگ · ژانگ یایی | ایالات متحده آمریکا · آنیتا آلوارز · جیمی چارکوفسکی · مگومی فیلد · کینا هانتر · آدری کوون · جاکلین لو · دنیلا رامیرز · روبی رماتی | اسپانیا · مریچل فره · مارینا گارسیا پولو · لیلو لوئیس ولت · مریچل ماس · آلیسا اوژوگینا · پائولا رامیرس · ایریس تیو · بلانکا تولدانو |

## دو و میدانی
*   کشور میزبان (فرانسه)
| رتبه            | کشور                | طلا | نقره | برنز | مجموع |
| --------------- | ------------------- | --- | ---- | ---- | ----- |
| ۱               | ایالات متحده آمریکا | ۱۴  | ۱۱   | ۹    | ۳۴    |
| ۲               | کنیا                | ۴   | ۲    | ۵    | ۱۱    |
| ۳               | کانادا              | ۳   | ۱    | ۱    | ۵     |
| ۴               | هلند                | ۲   | ۱    | ۳    | ۶     |
| ۵               | اسپانیا             | ۲   | ۱    | ۱    | ۴     |
| ۶               | نروژ                | ۲   | ۱    | ۰    | ۳     |
| ۷               | بریتانیای کبیر      | ۱   | ۴    | ۵    | ۱۰    |
| ۸               | جامائیکا            | ۱   | ۳    | ۲    | ۶     |
| ۹               | اتیوپی              | ۱   | ۳    | ۰    | ۴     |
| ۱۰              | استرالیا            | ۱   | ۲    | ۴    | ۷     |
| ۱۱              | آلمان               | ۱   | ۲    | ۱    | ۴     |
| ۱۲              | چین                 | ۱   | ۱    | ۲    | ۴     |
| ۱۳              | بلژیک               | ۱   | ۱    | ۱    | ۳     |
| ۱۴              | اوگاندا             | ۱   | ۱    | ۰    | ۲     |
| ۱۴              | اکوادور             | ۱   | ۱    | ۰    | ۲     |
| ۱۴              | بحرین               | ۱   | ۱    | ۰    | ۲     |
| ۱۴              | بوتسوانا            | ۱   | ۱    | ۰    | ۲     |
| ۱۴              | سنت لوسیا           | ۱   | ۱    | ۰    | ۲     |
| ۱۴              | نیوزیلند            | ۱   | ۱    | ۰    | ۲     |
| ۲۰              | اوکراین             | ۱   | ۰    | ۲    | ۳     |
| ۲۱              | یونان               | ۱   | ۰    | ۱    | ۲     |
| ۲۲              | جمهوری دومینیکن     | ۱   | ۰    | ۰    | ۱     |
| ۲۲              | دومینیکا            | ۱   | ۰    | ۰    | ۱     |
| ۲۲              | سوئد                | ۱   | ۰    | ۰    | ۱     |
| ۲۲              | مراکش               | ۱   | ۰    | ۰    | ۱     |
| ۲۲              | پاکستان             | ۱   | ۰    | ۰    | ۱     |
| ۲۲              | ژاپن                | ۱   | ۰    | ۰    | ۱     |
| ۲۸              | آفریقای جنوبی       | ۰   | ۲    | ۰    | ۲     |
| ۲۹              | ایتالیا             | ۰   | ۱    | ۲    | ۳     |
| ۳۰              | برزیل               | ۰   | ۱    | ۱    | ۲     |
| ۳۱              | فرانسه*             | ۰   | ۱    | ۰    | ۱     |
| ۳۱              | لیتوانی             | ۰   | ۱    | ۰    | ۱     |
| ۳۱              | مجارستان            | ۰   | ۱    | ۰    | ۱     |
| ۳۱              | هند                 | ۰   | ۱    | ۰    | ۱     |
| ۳۱              | پرتغال              | ۰   | ۱    | ۰    | ۱     |
| ۳۶              | گرنادا              | ۰   | ۰    | ۲    | ۲     |
| ۳۷              | الجزایر             | ۰   | ۰    | ۱    | ۱     |
| ۳۷              | جمهوری چک           | ۰   | ۰    | ۱    | ۱     |
| ۳۷              | زامبیا              | ۰   | ۰    | ۱    | ۱     |
| ۳۷              | قطر                 | ۰   | ۰    | ۱    | ۱     |
| ۳۷              | لهستان              | ۰   | ۰    | ۱    | ۱     |
| ۳۷              | پورتوریکو           | ۰   | ۰    | ۱    | ۱     |
| ۳۷              | کرواسی              | ۰   | ۰    | ۱    | ۱     |
| مجموع (۴۳ کشور) | مجموع (۴۳ کشور)     | ۴۸  | ۴۸   | ۴۹   | ۱۴۵   |

### مدال‌آوران

#### رویداد مردان
| رویداد                    | طلا | طلا            | نقره                                                                             | نقره         | برنز | برنز            |
| ۱۰۰ متر                   | نوا لایلز · ایالات متحده آمریکا                                                                           | ۹٫۷۹ (.۷۸۴) PB | کیشن تامپسون · جامائیکا                                                          | ۹٫۷۹ (.۷۸۹)  | فرد کرلی · ایالات متحده آمریکا                                                                                        | ۹٫۸۱ SB         |
| ۲۰۰ متر                   | لیتسی تبوگو · بوتسوانا                                                                                    | 19.46 AR       | کنی بدنارک · ایالات متحده آمریکا                                                 | ۱۹٫۶۲        | نوا لایلز · ایالات متحده آمریکا                                                                                       | ۱۹٫۷۰           |
| ۴۰۰ متر                   | کوئینسی هال · ایالات متحده آمریکا                                                                         | ۴۳٫۴۰ PB       | متیو هادسون-اسمیت · بریتانیای کبیر                                               | ۴۳٫۴۴ AR     | موزالا ساموکونگا · زامبیا                                                                                             | ۴۳٫۷۴ NR        |
| ۸۰۰ متر                   | امانوئل وانیونیی · کنیا                                                                                   | ۱:۴۱٫۱۹ PB     | مارکو آروپ · کانادا                                                              | ۱:۴۱٫۲۰ AR   | جمال سجاتی · الجزایر                                                                                                  | ۱:۴۱٫۵۰         |
| ۱۵۰۰ متر                  | کول هاکر · ایالات متحده آمریکا                                                                            | ۳:۲۷٫۶۵ OR, AR | جاش کر · بریتانیای کبیر                                                          | ۳:۲۷٫۷۹ NR   | یارد نگوس · ایالات متحده آمریکا                                                                                       | ۳:۲۷٫۸۰ PB      |
| ۵۰۰۰ متر                  | جاکوب اینگبریگسن · نروژ                                                                                   | ۱۳:۱۳٫۶۶ SB    | رونالد کوموی · کنیا                                                              | ۱۳:۱۵٫۰۴     | گرانت فیشر · ایالات متحده آمریکا                                                                                      | ۱۳:۱۵٫۱۳        |
| ۱۰٬۰۰۰ متر                | جاشوا چپتگی · اوگاندا                                                                                     | ۲۶:۴۳٫۱۴ OR    | بریهو آرگاوی · اتیوپی                                                            | ۲۶:۴۳٫۴۴     | گرنت فیشر · ایالات متحده آمریکا                                                                                       | ۲۶:۴۳٫۴۶ SB     |
|                           | |                |                                                                                  |              | |                 |
| ۱۱۰ متر با مانع           | گرانت هالووی · ایالات متحده آمریکا                                                                        | ۱۲٫۹۹          | دانیل رابرتز · ایالات متحده آمریکا                                               | ۱۳٫۰۹ (.۰۸۵) | رشید برادبل · جامائیکا                                                                                                | ۱۳٫۰۹ (.۰۸۸) SB |
| ۴۰۰ متر با مانع           | رای بنجامین · ایالات متحده آمریکا                                                                         | ۴۶٫۴۶ =SB      | کاشتن وارهولم · نروژ                                                             | ۴۷٫۰۶        | الیسون دوس سانتوس · برزیل                                                                                             | ۴۷٫۲۶           |
| ۳۰۰۰ متر با مانع          | سفیان البقالی · مراکش                                                                                     | ۸:۰۶٫۰۵ SB     | کنت روکز · ایالات متحده آمریکا                                                   | ۸:۰۶٫۴۱ PB   | آبراهام کیبیووت · کنیا                                                                                                | ۸:۰۶٫۴۷ SB      |
|                           | |                |                                                                                  |              | |                 |
| ۴ × ۱۰۰ متر امدادی        | کانادا · آرون براون · جروم بلیک · برندن رودنی · آندری ده گراس                                             | ۳۷٫۵۰ SB       | آفریقای جنوبی · بایاندا والازا · شان ماسوانگانیی · برادلی انکوانا · آکانی سیمبین | ۳۷٫۵۷ AR     | بریتانیای کبیر · جرمایا آزو · لویی هینچلیف · ناتانیل میچل-بلیک · زارنل هیوز · ریچارد کیلتی[b]                         | ۳۷٫۶۱ SB        |
| ۴ × ۴۰۰ متر امدادی        | ایالات متحده آمریکا · کریستوفر بیلی (دونده) · ورنون نوروود · برایس ددمن · رای بنجامین · کوئینسی ویلسون[b] | ۲:۵۴٫۴۳ OR     | بوتسوانا · بایاپو اندوری · بوسانگ کبیناتشیپی · آنتونی پسلا · لیتسی تبوگو         | ۲:۵۴٫۵۳ AR   | بریتانیای کبیر · الکس هایدوک-ویلسون · متیو هادسون-اسمیت · لوئیس دیوی · چارلی دابسون · ساموئل ریردون[b] · توبی هریس[b] | ۲:۵۵٫۸۳ AR      |
|                           | |                |                                                                                  |              | |                 |
| ماراتن                    | تامیرات تولا · اتیوپی                                                                                     | ۲:۰۶:۲۶ OR     | بشیر عبدی · بلژیک                                                                | ۲:۰۶:۴۷      | بنسون کیپروتو · کنیا                                                                                                  | ۲:۰۷:۰۰         |
| پیاده‌روی ۲۰ کیلومتر مردان | برایان پینتادو · اکوادور                                                                                  | ۱:۱۸:۵۵        | کایو بونفیم · برزیل                                                              | ۱:۱۹:۰۹      | آلوارو مارتین · اسپانیا                                                                                               | ۱:۱۹:۱۱         |
|                           | |                |                                                                                  |              | |                 |
| پرش ارتفاع                | هیمیش کر · نیوزیلند                                                                                       | ۲٫۳۶ م =AR     | شلبی مک‌ایون · ایالات متحده آمریکا                                                | ۲٫۳۶ م PB    | معتز عیسی برشم · قطر                                                                                                  | ۲٫۳۴ م SB       |
| پرش با نیزه               | آرماند دوپلانتیس · سوئد                                                                                   | ۶٫۲۵ م WR      | سم کندریکس · ایالات متحده آمریکا                                                 | ۵٫۹۵ م =SB   | امانوئل کارالیس · یونان                                                                                               | ۵٫۹۰ م          |
| پرش طول                   | میلتیادیس تنتوگلو · یونان                                                                                 | ۸٫۴۸ م         | وین پینوک · جامائیکا                                                             | ۸٫۳۶ م       | ماتیا فورلانی · ایتالیا                                                                                               | ۸٫۳۴ م          |
| پرش سه‌گام                 | جردن دیاز · اسپانیا                                                                                       | ۱۷٫۸۶ م        | پدرو پابلو پیچاردو · پرتغال                                                      | ۱۷٫۸۴ م      | اندی دیاز · ایتالیا                                                                                                   | ۱۷٫۶۴ م SB      |
| پرتاب وزنه                | رایان کرائوسر · ایالات متحده آمریکا                                                                       | ۲۲٫۹۰ م SB     | جو کواچ · ایالات متحده آمریکا                                                    | ۲۲٫۱۵ م      | راجیندرا کمپل · جامائیکا                                                                                              | ۲۲٫۱۵ م         |
| پرتاب دیسک                | روژه استونا · جامائیکا                                                                                    | ۷۰٫۰۰ م OR/PB  | میکولاس آلکنا · لیتوانی                                                          | ۶۹٫۹۷ م      | متیو دنی · استرالیا                                                                                                   | ۶۹٫۳۱ م         |
| پرتاب چکش                 | اتان کتزبرگ · کانادا                                                                                      | ۸۴٫۱۲ م        | بنتسه هالاس · مجارستان                                                           | ۷۹٫۹۷ م      | میخایلو کوخان · اوکراین                                                                                               | ۷۹٫۳۹ م         |
| پرتاب نیزه                | ارشد ندیم · پاکستان                                                                                       | ۹۲٫۹۷ م OR     | نیراج چوپرا · هند                                                                | ۸۹٫۴۵ م SB   | اندرسون پترز · گرنادا                                                                                                 | ۸۸٫۵۴ م         |
|                           | |                |                                                                                  |              | |                 |
| ده‌گانه                    | مارکوس روت · نروژ                                                                                         | ۸۷۹۶ امتیازNR  | لئو نویگباوئر · آلمان                                                            | ۸۷۴۸ امتیاز  | لیندون ویکتور · گرنادا                                                                                                | ۸۷۱۱ امتیاز SB  |

### رویداد زنان
| رویداد              | طلا | طلا          | نقره | نقره        | برنز | برنز        |
| ۱۰۰ متر             | جولین آلفرد · سنت لوسیا | ۱۰٫۷۲ NR     | شاکری ریچاردسون · ایالات متحده آمریکا                                                                             | ۱۰٫۸۷       | ملیسا جفرسون · ایالات متحده آمریکا | ۱۰٫۹۲       |
| ۲۰۰ متر             | گابریل توماس · ایالات متحده آمریکا                                                                                               | ۲۱٫۸۳        | جولین آلفرد · سنت لوسیا                                                                                           | ۲۲٫۰۸       | بریتانی براون · ایالات متحده آمریکا | ۲۲٫۲۰       |
| ۴۰۰ متر             | ماریلیدی پائولینو · جمهوری دومینیکن                                                                                              | ۴۸٫۱۷ OR, AR | سالوا عید ناصر · بحرین                                                                                            | ۴۸.۵۳ SB    | ناتالیا کاچمارک · لهستان | ۴۸٫۹۸       |
| ۸۰۰ متر             | کیلی هاجکینسون · بریتانیای کبیر                                                                                                  | ۱:۵۶٫۷۲      | سیگه دوگوما · اتیوپی                                                                                              | ۱:۵۷٫۱۵ PB  | ماری مورا · کنیا | ۱:۵۷٫۴۲     |
| ۱۵۰۰ متر            | فیت کیپیگون · کنیا | ۳:۵۱٫۲۹ OR   | جسیکا هال · استرالیا                                                                                              | ۳:۵۲٫۵۶     | جورجیا بل · بریتانیای کبیر | ۳:۵۲٫۶۱ NR  |
| ۵۰۰۰ متر            | بیتریس چبت · کنیا | ۱۴:۲۸٫۵۶     | فیت کیپیگون · کنیا                                                                                                | ۱۴:۲۹٫۶۰ SB | سیفان حسن · هلند | ۱۴:۳۰٫۶۱ SB |
| ۱۰٬۰۰۰ متر          | بیتریس چبت · کنیا | ۳۰:۴۳٫۲۵     | نادیا باتوکلتی · ایتالیا                                                                                          | ۳۰:۴۳٫۳۵ NR | سیفان حسن · هلند | ۳۰:۴۴٫۱۲ SB |
|                     | |              | |             | |             |
| ۱۰۰ متر با مانع     | ماسای راسل · ایالات متحده آمریکا                                                                                                 | ۱۲٫۳۳        | سیرنا سامبا مایلا · فرانسه                                                                                        | ۱۲٫۳۴       | یاسمین کاماچو-کوئین · پورتوریکو | ۱۲٫۳۶       |
| ۴۰۰ متر با مانع     | سیدنی مک‌لافلین · ایالات متحده آمریکا                                                                                             | ۵۰٫۳۷ WR     | آنا کاکرل · ایالات متحده آمریکا                                                                                   | ۵۱٫۸۷ PB    | فمکه بول · هلند | ۵۲٫۱۵       |
| ۳۰۰۰ متر با مانع    | وینفرد یاوی · بحرین | ۸:۵۲٫۷۶ OR   | پروت چموتای · اوگاندا                                                                                             | ۸:۵۳٫۳۴ NR  | فیت چروتیچ · کنیا | ۸:۵۵٫۱۵ PB  |
|                     | |              | |             | |             |
| ۴ × ۱۰۰ متر امدادی  | ایالات متحده آمریکا · ملیسا جفرسون · توانیشا تری · گابریل توماس · شاکری ریچاردسون                                                | ۴۱٫۷۸ SB     | بریتانیای کبیر · دینا اشر اسمیت · ایمانی لارا-لنسیکوت · امی هانت · داریل نیتا · بیانکا ویلیامز[b] · دزیره هنری[b] | ۴۱٫۸۵       | آلمان · الکساندرا بورکهارت · لیسا مایر · جینا لوکنکمپر · ربکا هازه · سوفیا یونک[b]                                                                      | ۴۱٫۹۷ SB    |
| ۴ × ۴۰۰ متر امدادی  | ایالات متحده آمریکا · شامیر لیتل · سیدنی مک‌لافلین · گابریل توماس · الکسیس هولمس · کوانرا هیس[b] · آلیا باتلر[b] · کیلین براون[b] | ۳:۱۵٫۲۷ AR   | هلند · لیکه کلاور · کاتلین پترس · لیسانا د ویته · فمکه بول · اولین سالبرخ[b] · میرته فن در اسخوت[b]               | ۳:۱۹٫۵۰ NR  | بریتانیای کبیر · ویکتوریا اوهروگو · لاویایی نیلسن · نیکول یرگین · امبر آنینگ · یمی مری جان[b] · یانا کلی[b] · جودی ویلیامز (ورزشکار)[b] · لینا نیلسن[b] | ۳:۱۹٫۷۲ NR  |
|                     | |              | |             | |             |
| ماراتن              | سیفان حسن · هلند | ۲:۲۲:۵۵ OR   | تیگست آسفا · اتیوپی                                                                                               | ۲:۲۲:۵۸     | هلن اوبیری · کنیا | ۲:۲۳:۱۰ PB  |
| پیاده‌روی ۲۰ کیلومتر | یانگ جیایو · چین | ۱:۲۵:۵۴      | ماریا پرز · اسپانیا                                                                                               | ۱:۲۶:۱۹     | جمایما مونتگ · استرالیا | ۱:۲۶:۲۵ AR  |
|                     | |              | |             | |             |
| پرش ارتفاع          | یاروسلاوا ماهوچیخ · اوکراین | ۲٫۰۰ م       | نیکولا مک‌درموت · استرالیا                                                                                         | ۲٫۰۰ م      | النور پترسون · استرالیا · | ۱٫۹۵ م =SB  |
| پرش ارتفاع          | یاروسلاوا ماهوچیخ · اوکراین | ۲٫۰۰ م       | نیکولا مک‌درموت · استرالیا                                                                                         | ۲٫۰۰ م      | ایرینا هراشچنکو · اوکراین | ۱٫۹۵ م =SB  |
| پرش با نیزه         | نینا کندی · استرالیا | ۴٫۹۰ م SB    | کیتی ناژوت · ایالات متحده آمریکا                                                                                  | ۴٫۸۵ م =SB  | آلیشا نیومن · کانادا | ۴٫۸۵ م NR   |
| پرش طول             | تارا دیویس-وودهال · ایالات متحده آمریکا                                                                                          | ۷٫۱۰ م       | مالایکا میهامبو · آلمان                                                                                           | ۶٫۹۸ م      | جازمین مور · ایالات متحده آمریکا | ۶٫۹۶ م      |
| پرش سه‌گام           | تیا لافوند · دومینیکا | ۱۵٫۰۲ م NR   | شانیکا ریکتس · جامائیکا                                                                                           | ۱۴٫۸۷ م SB  | جازمین مور · ایالات متحده آمریکا | ۱۴٫۶۷ م SB  |
| پرتاب وزنه          | یمیس اوگونلیه · آلمان | ۲۰٫۰۰ م      | مدی وشی · نیوزیلند                                                                                                | ۱۹٫۸۶ م PB  | سونگ جیایوان · چین | ۱۹٫۳۲ م     |
| پرتاب دیسک          | والری آلمان · ایالات متحده آمریکا                                                                                                | ۶۹٫۵۰ م      | فنگ بین · چین | ۶۷٫۵۱ م     | ساندرا پرکوویچ · کرواسی | ۶۷٫۵۱ م SB  |
| پرتاب چکش           | کمرین راجرز · کانادا | ۷۶٫۹۷ م      | آنت اچیکونووکه · ایالات متحده آمریکا                                                                              | ۷۵٫۴۸ م SB  | ژائو جیه · چین | ۷۴٫۲۷ م     |
| پرتاب نیزه          | هاروکا کیتاگوچی · ژاپن | ۶۵٫۸۰ م SB   | جو آنه ون دایک · آفریقای جنوبی                                                                                    | ۶۳٫۹۳ م     | نیکولا اوگرودنیکووا · جمهوری چک | ۶۳٫۶۸ م SB  |
|                     | |              | |             | |             |
| هفت‌گانه             | نفیساتو تیام · بلژیک | ۶۸۸۰ امتیاز  | کاتارینا جانسون-تامپسون · بریتانیای کبیر                                                                          | ۶۸۴۴ امتیاز | نور فیدتس · بلژیک | ۶۷۰۷ امتیاز |

#### رویداد مختلط
| رویداد                 | طلا                                                                               | طلا        | نقره                                                                       | نقره    | برنز                                                                                              | برنز       |
| ۴ × ۴۰۰ متر امدادی     | هلند · یوجین اومالا · لیکه کلاور · ایسایا کلین ایکینک · فمکه بول · کاتلین پترس[b] | ۳:۰۷٫۴۳ AR | ایالات متحده آمریکا · ورنون نوروود · شامیر لیتل · برایس ددمن · کیلین براون | ۳:۰۷٫۷۴ | بریتانیای کبیر · ساموئل ریردون · لاویایی نیلسن · الکس هایدوک-ویلسون · امبر آنینگ · نیکول یرگین[b] | ۳:۰۸٫۰۱ NR |
| پیاده‌روی امدادی ماراتن | اسپانیا · آلوارو مارتین · ماریا پرز                                               | ۲:۵۰:۳۱    | اکوادور · برایان پینتادو · گلندا مورخون                                    | ۲:۵۱:۲۲ | استرالیا · ریدین کاولی · جمایما مونتگ                                                             | ۲:۵۱:۳۸    |

b ورزشکارانی که تنها در دور مقدماتی شرکت کردند و مدال کسب کردند.

## بدمینتون
*   کشور میزبان (فرانسه)
| رتبه           | کشور           | طلا | نقره | برنز | مجموع |
| -------------- | -------------- | --- | ---- | ---- | ----- |
| ۱              | چین            | ۲   | ۳    | ۰    | ۵     |
| ۲              | کره جنوبی      | ۱   | ۱    | ۰    | ۲     |
| ۳              | دانمارک        | ۱   | ۰    | ۰    | ۱     |
| ۳              | چین تایپه      | ۱   | ۰    | ۰    | ۱     |
| ۵              | تایلند         | ۰   | ۱    | ۰    | ۱     |
| ۶              | مالزی          | ۰   | ۰    | ۲    | ۲     |
| ۶              | ژاپن           | ۰   | ۰    | ۲    | ۲     |
| ۸              | اندونزی        | ۰   | ۰    | ۱    | ۱     |
| مجموع (۸ کشور) | مجموع (۸ کشور) | ۵   | ۵    | ۵    | ۱۵    |

### مدال‌آوران
| رویداد       | طلا                               | نقره                                 | برنز                                  |
| انفرادی      | ویکتور اکسلسن · دانمارک           | کونلاووت ویتیدسارن · تایلند          | لی زی جیا · مالزی                     |
| دوبل مردان   | چین تایپه · لی یانگ · وانگ چی-لین | چین · لیانگ ویکنگ · وانگ چانگ        | مالزی · آرون چیا · سوه ووی ییک        |
|              |                                   |                                      |                                       |
| انفرادی زنان | آن سه یونگ · کره جنوبی            | هه بینگ‌جیائو · چین                   | گریگوریا ماریسکا تونجونگ · اندونزی    |
| دوبل زنان    | چین · چن چینگچن · جیا ایفان       | چین · لیو شنگ‌شو · تان نینگ           | ژاپن · نامی ماتسویاما · چیهارو شیدا   |
|              |                                   |                                      |                                       |
| دوبل مختلط   | چین · ژنگ سیوی · هوانگ یاچیونگ    | کره جنوبی · کیم وون هو · جونگ نا اون | ژاپن · یوتا واتانابه · آریسا هیگاشینو |

## بسکتبال
*   کشور میزبان (فرانسه)
| رتبه           | کشور                | طلا | نقره | برنز | مجموع |
| -------------- | ------------------- | --- | ---- | ---- | ----- |
| ۱              | ایالات متحده آمریکا | ۲   | ۰    | ۱    | ۳     |
| ۲              | آلمان               | ۱   | ۰    | ۰    | ۱     |
| ۲              | هلند                | ۱   | ۰    | ۰    | ۱     |
| ۴              | فرانسه*             | ۰   | ۳    | ۰    | ۳     |
| ۵              | اسپانیا             | ۰   | ۱    | ۰    | ۱     |
| ۶              | استرالیا            | ۰   | ۰    | ۱    | ۱     |
| ۶              | صربستان             | ۰   | ۰    | ۱    | ۱     |
| ۶              | لیتوانی             | ۰   | ۰    | ۱    | ۱     |
| مجموع (۸ کشور) | مجموع (۸ کشور)      | ۴   | ۴    | ۴    | ۱۲    |

### مدال‌آوران
| رویداد    | طلا | نقره | برنز |  |  |  |
| مردان     | ایالات متحده آمریکا · بم آدبایو · دوین بوکر · استفن کری · انتونی دیویس · کوین دورانت · آنتونی ادواردز · جوئل امبید · تیریس هالیبورتون · جرو هالیدی · لبرون جیمز · جیسون تیتوم · دریک ویت | فرانسه · اندرو البیسی · نیکولاس باتوم · آیزایا کوردینیر · بلال کولیبالی · ناندو دکولو · اوان فورنیر · رادی گوبرت · متیاس لسور · فرانک نیلیکینا · متیو استرازل · ویکتور ومبانیاما · گرشون یابوسله | صربستان · الکسا آوراموویچ · بوگدان بوگدانوویچ · دیان داویدوواتس · اوگنین دوبریچ · مارکو گودوریچ · نیکولا یوکیچ · نیکولا یوویچ · وانیا مارینکوویچ · واسیلیه میتسیچ · نیکولا میلوتینوف · فیلیپ پتروشف · اوروش پلاوشیچ |  |  |  |
| زنان      | ایالات متحده آمریکا · نفیسا کالیر · مس کاهله · چلسی گری · بریتنی گراینر · سابرینا یونسکو · جوئل لوید · کلسی پلام · بریانا استوارت · دیانا تاوراسی · آلیسا توماس · اژا ویلسون · جکی یانگ  | فرانسه · والرین ووکوساولیویچ · مریم بدین · رومن برنیس · الکسیا شارترو · مارین فوتو · مارین ژوهانس · لیلا لکون · دومینیک مالونگا · سارا میشل · ایلینا روپر · ژنل سلان · گبی ویلیامز               | استرالیا · امی اتول · ایزبل بورلس · کایلا جورج · لورن جکسون · تس مدجن · ازی مگبگور · جید ملبورن · آلانا اسمیت · استفانی تالبوت · مارینا تولو · کریستی والاس · سامی ویتکامب                                          |  |  |  |
|           | | | |  |  |  |
| مردان ۳x۳ | هلند · یان دریسن · دیمئو فن در هورست · آروین اسلاختر · وورتی ده یونگ | فرانسه · لوکا دوسولیه · تیموته ورژیا · ژول رامبو · فرانک سیگیلا | لیتوانی · شاروناس وینگلیس · گینتاوتاس ماتولیس · آورلیوس پوکلیس · اوالداس ژیاوگیس |  |  |  |
| زنان۳x۳   | آلمان · ماریه رایشرت · الیسا مفیوس · سونیا گرایناخر · سونیا برونکهورست | اسپانیا · وگا خیمنو · ساندرا ایگراویده · خوانا کامیلیون · گراسیا آلونسو ده آرمینیو | ایالات متحده آمریکا · دیاریکا هامبی · سیرا بوردیک · هیلی فن لیت · راین هاوارد |  |  |  |

## بوکس
*   کشور میزبان (فرانسه)
| رتبه             | کمیته                | طلا | نقره | برنز | مجموع |
| ---------------- | -------------------- | --- | ---- | ---- | ----- |
| ۱                | ازبکستان             | ۵   | ۰    | ۰    | ۵     |
| ۲                | چین                  | ۳   | ۲    | ۰    | ۵     |
| ۳                | چین تایپه            | ۱   | ۰    | ۲    | ۳     |
| ۴                | کوبا                 | ۱   | ۰    | ۱    | ۲     |
| ۵                | الجزایر              | ۱   | ۰    | ۰    | ۱     |
| ۵                | اوکراین              | ۱   | ۰    | ۰    | ۱     |
| ۵                | ایرلند               | ۱   | ۰    | ۰    | ۱     |
| ۸                | ترکیه                | ۰   | ۲    | ۱    | ۳     |
| ۸                | فرانسه*              | ۰   | ۲    | ۱    | ۳     |
| ۱۰               | اسپانیا              | ۰   | ۱    | ۱    | ۲     |
| ۱۰               | قزاقستان             | ۰   | ۱    | ۱    | ۲     |
| ۱۲               | جمهوری آذربایجان     | ۰   | ۱    | ۰    | ۱     |
| ۱۲               | قرقیزستان            | ۰   | ۱    | ۰    | ۱     |
| ۱۲               | لهستان               | ۰   | ۱    | ۰    | ۱     |
| ۱۲               | مکزیک                | ۰   | ۱    | ۰    | ۱     |
| ۱۲               | پاناما               | ۰   | ۱    | ۰    | ۱     |
| ۱۷               | استرالیا             | ۰   | ۰    | ۲    | ۲     |
| ۱۷               | جمهوری دومینیکن      | ۰   | ۰    | ۲    | ۲     |
| ۱۷               | فیلیپین              | ۰   | ۰    | ۲    | ۲     |
| ۲۰               | آلمان                | ۰   | ۰    | ۱    | ۱     |
| ۲۰               | ایالات متحده آمریکا  | ۰   | ۰    | ۱    | ۱     |
| ۲۰               | برزیل                | ۰   | ۰    | ۱    | ۱     |
| ۲۰               | بریتانیای کبیر       | ۰   | ۰    | ۱    | ۱     |
| ۲۰               | بلغارستان            | ۰   | ۰    | ۱    | ۱     |
| ۲۰               | تاجیکستان            | ۰   | ۰    | ۱    | ۱     |
| ۲۰               | تایلند               | ۰   | ۰    | ۱    | ۱     |
| ۲۰               | تیم پناهندگان المپیک | ۰   | ۰    | ۱    | ۱     |
| ۲۰               | کانادا               | ۰   | ۰    | ۱    | ۱     |
| ۲۰               | کره جنوبی            | ۰   | ۰    | ۱    | ۱     |
| ۲۰               | کره شمالی            | ۰   | ۰    | ۱    | ۱     |
| ۲۰               | کیپ ورد              | ۰   | ۰    | ۱    | ۱     |
| ۲۰               | گرجستان              | ۰   | ۰    | ۱    | ۱     |
| مجموع (۳۲ کمیته) | مجموع (۳۲ کمیته)     | ۱۳  | ۱۳   | ۲۶   | ۵۲    |

### مدال‌آوران

#### رویداد مردان
| رویداد           | طلا                            | نقره                            | برنز                               |
| وزن ۵۱ کیلوگرم   | حسن بای دوسماتوف · ازبکستان    | بلال بناما · فرانسه             | جونیور آلکانتارا · جمهوری دومینیکن |
| وزن ۵۱ کیلوگرم   | حسن بای دوسماتوف · ازبکستان    | بلال بناما · فرانسه             | دنیل وارلا ده پینا · کیپ ورد       |
| وزن ۵۷ کیلوگرم   | عبدالمالک خالوکوف · ازبکستان   | موناربک سیتبک اولو · قرقیزستان  | چارلی سینیور · استرالیا            |
| وزن ۵۷ کیلوگرم   | عبدالمالک خالوکوف · ازبکستان   | موناربک سیتبک اولو · قرقیزستان  | خاویر ایبانیز · بلغارستان          |
| وزن ۶۳.۵ کیلوگرم | اریسلاندی آلوارس · کوبا        | سوفیان اومیا · فرانسه           | ویات سانفورد · کانادا              |
| وزن ۶۳.۵ کیلوگرم | اریسلاندی آلوارس · کوبا        | سوفیان اومیا · فرانسه           | لاشا گورولی · گرجستان              |
| وزن ۷۱ کیلوگرم   | اسدخوجا مویدینخوائف · ازبکستان | مارکو وارده · مکزیک             | عمری جونز · ایالات متحده آمریکا    |
| وزن ۷۱ کیلوگرم   | اسدخوجا مویدینخوائف · ازبکستان | مارکو وارده · مکزیک             | لوئیس ریچاردسون · بریتانیای کبیر   |
| وزن ۸۰ کیلوگرم   | اولکساندر خیژنیاک · اوکراین    | نوربک اورالبای · قزاقستان       | کریستین پینالس · جمهوری دومینیکن   |
| وزن ۸۰ کیلوگرم   | اولکساندر خیژنیاک · اوکراین    | نوربک اورالبای · قزاقستان       | آرلن لوپز · کوبا                   |
| وزن ۹۲ کیلوگرم   | لزیزبک ملاجانوف · ازبکستان     | لورن آلفونسو · جمهوری آذربایجان | امانوئل ریس · اسپانیا              |
| وزن ۹۲ کیلوگرم   | لزیزبک ملاجانوف · ازبکستان     | لورن آلفونسو · جمهوری آذربایجان | دولت بولتائف · تاجیکستان           |
| وزن +۹۲ کیلوگرم  | بهادر جلالوف · ازبکستان        | ایوب غدفا · اسپانیا             | نلوی تیافاک · آلمان                |
| وزن +۹۲ کیلوگرم  | بهادر جلالوف · ازبکستان        | ایوب غدفا · اسپانیا             | جمیلی دینی ابودو مویندز · فرانسه   |

#### رویداد زنان
| رویداد         | طلا                    | نقره                        | برنز                                |
| وزن ۵۰ کیلوگرم | وو یو · چین            | بوسه ناز چاکیراوغلو · ترکیه | ناظم کیزایبی · قزاقستان             |
| وزن ۵۰ کیلوگرم | وو یو · چین            | بوسه ناز چاکیراوغلو · ترکیه | آیرا ویلگاس · فیلیپین               |
| وزن ۵۴ کیلوگرم | چانگ یوان · چین        | هاتیجه آکباش · ترکیه        | بانگ چول می · کره شمالی             |
| وزن ۵۴ کیلوگرم | چانگ یوان · چین        | هاتیجه آکباش · ترکیه        | ایم ئه جی · کره جنوبی               |
| وزن ۵۷ کیلوگرم | لی یو تینگ · چین تایپه | یولیا شرمتا · لهستان        | اسرا ییلدیز · ترکیه                 |
| وزن ۵۷ کیلوگرم | لی یو تینگ · چین تایپه | یولیا شرمتا · لهستان        | نستی پتسیو · فیلیپین                |
| وزن ۶۰ کیلوگرم | کلی هرینگتون · ایرلند  | یانگ ونلو · چین             | وو شی یی · چین تایپه                |
| وزن ۶۰ کیلوگرم | کلی هرینگتون · ایرلند  | یانگ ونلو · چین             | بیتریس فریرا · برزیل                |
| وزن ۶۶ کیلوگرم | ایمان خلیف · الجزایر   | یانگ لیو (بوکسور) · چین     | جانجم سواناپنگ · تایلند             |
| وزن ۶۶ کیلوگرم | ایمان خلیف · الجزایر   | یانگ لیو (بوکسور) · چین     | چن نین چین · چین تایپه              |
| وزن ۷۵ کیلوگرم | لی چیان · چین          | آتئینا بیلون · پاناما       | کیتلین پارکر · استرالیا             |
| وزن ۷۵ کیلوگرم | لی چیان · چین          | آتئینا بیلون · پاناما       | سیندی نگامبا · تیم پناهندگان المپیک |

## رقص بریک
*   کشور میزبان (فرانسه)
| رتبه           | کشور                | طلا | نقره | برنز | مجموع |
| -------------- | ------------------- | --- | ---- | ---- | ----- |
| ۱              | ژاپن                | ۱   | ۰    | ۰    | ۱     |
| ۱              | کانادا              | ۱   | ۰    | ۰    | ۱     |
| ۳              | فرانسه*             | ۰   | ۱    | ۰    | ۱     |
| ۳              | لیتوانی             | ۰   | ۱    | ۰    | ۱     |
| ۵              | ایالات متحده آمریکا | ۰   | ۰    | ۱    | ۱     |
| ۵              | چین                 | ۰   | ۰    | ۱    | ۱     |
| مجموع (۶ کشور) | مجموع (۶ کشور)      | ۲   | ۲    | ۲    | ۶     |

### مدال‌آوران
| رویداد   | طلا                              | نقره                              | برنز                                           |
| B-پسران  | فیلیپ کیم · Phil Wizard · کانادا | دنیس سیویل · Dany Dann · فرانسه   | ویکتور مونتالوو · Victor · ایالات متحده آمریکا |
| B-دختران | آمی یوآسا · Ami · ژاپن           | دومینیکا بانویچ · Nicka · لیتوانی | لیو چینگ‌یی · 671 · چین                         |

## قایقرانی و کانو
*   کشور میزبان (فرانسه)
| رتبه            | کشور                | طلا | نقره | برنز | مجموع |
| --------------- | ------------------- | --- | ---- | ---- | ----- |
| ۱               | نیوزیلند            | ۴   | ۰    | ۰    | ۴     |
| ۲               | استرالیا            | ۳   | ۱    | ۱    | ۵     |
| ۳               | آلمان               | ۲   | ۲    | ۲    | ۶     |
| ۴               | جمهوری چک           | ۲   | ۰    | ۰    | ۲     |
| ۴               | چین                 | ۲   | ۰    | ۰    | ۲     |
| ۶               | فرانسه*             | ۱   | ۲    | ۰    | ۳     |
| ۷               | ایتالیا             | ۱   | ۱    | ۰    | ۲     |
| ۸               | کانادا              | ۱   | ۰    | ۱    | ۲     |
| ۹               | مجارستان            | ۰   | ۴    | ۳    | ۷     |
| ۱۰              | بریتانیای کبیر      | ۰   | ۲    | ۲    | ۴     |
| ۱۱              | ایالات متحده آمریکا | ۰   | ۱    | ۱    | ۲     |
| ۱۲              | اوکراین             | ۰   | ۱    | ۰    | ۱     |
| ۱۲              | برزیل               | ۰   | ۱    | ۰    | ۱     |
| ۱۲              | لهستان              | ۰   | ۱    | ۰    | ۱     |
| ۱۵              | اسپانیا             | ۰   | ۰    | ۳    | ۳     |
| ۱۶              | اسلواکی             | ۰   | ۰    | ۱    | ۱     |
| ۱۶              | دانمارک             | ۰   | ۰    | ۱    | ۱     |
| ۱۶              | مولداوی             | ۰   | ۰    | ۱    | ۱     |
| ۱۶              | کوبا                | ۰   | ۰    | ۱    | ۱     |
| مجموع (۱۹ کشور) | مجموع (۱۹ کشور)     | ۱۶  | ۱۶   | ۱۷   | ۴۹    |

### مدال‌آوران

#### اسلالوم
| رویداد             | طلا                       | نقره                        | برنز                              |  |  |  |
| کانو یک‌نفره مردان  | نیکولا ژستان · فرانسه     | آدام بورجس · بریتانیای کبیر | ماتی بنوش · اسلواکی               |  |  |  |
| کایاک یک‌نفره مردان | جووانی ده جنارو · ایتالیا | تیتوا کستریک · فرانسه       | پائو اچانیس · اسپانیا             |  |  |  |
| کایاک کراس مردان   | فین بوچر · نیوزیلند       | جو کلارک · بریتانیای کبیر   | نوا هگه · آلمان                   |  |  |  |
|                    |                           |                             |                                   |  |  |  |
| کانو یک‌نفره زنان   | جسیکا فاکس · استرالیا     | النا لیلیک · آلمان          | اوی لیبفارث · ایالات متحده آمریکا |  |  |  |
| کایاک یک‌نفره زنان  | جسیکا فاکس · استرالیا     | کلودیا زوولینسکا · لهستان   | کیمبرلی وودز · بریتانیای کبیر     |  |  |  |
| کایاک کراس زنان    | نئومی فوکس · استرالیا     | آنژل اوگ · فرانسه           | کیمبرلی وودز · بریتانیای کبیر     |  |  |  |

#### سرعت
مردان
| رویداد                 | طلا                                                     | طلا     | نقره                                                                       | نقره    | برنز                                                                    | برنز    |
| کانو ۱۰۰۰ متر یک‌نفره   | مارتین فوکسا · جمهوری چک                                | ۳:۴۳٫۱۶ | ایساکیاس کی روش · برزیل                                                    | ۳:۴۴٫۳۳ | سرگی تارکوفسکی · مولداوی                                                | ۳:۴۴٫۶۸ |
| کانو ۵۰۰ متر دونفره    | چین · لیو هائو · جی بوون                                | ۱:۳۹٫۴۸ | ایتالیا · گابریله کاسادی · کارلو تاکینی                                    | ۱:۴۱٫۰۸ | اسپانیا · خوان آنتونی مورنو · دیگو دومینگس                              | ۱:۴۱٫۱۸ |
|                        |                                                         |         |                                                                            |         |                                                                         |         |
| کایاک ۱۰۰۰ متر یک‌نفره  | یوزف دوستال · جمهوری چک                                 | ۳:۲۴٫۰۷ | آدام وارگا · مجارستان                                                      | ۳:۲۴٫۷۶ | بالینت کوپاس · مجارستان                                                 | ۳:۲۵٫۶۸ |
| کایاک ۵۰۰ متر دونفره   | آلمان · یاکوب شوپف · مکس لمکه                           | ۱:۲۶٫۸۷ | مجارستان · بنتسه ناداش · ساندور توتکا                                      | ۱:۲۷٫۱۵ | استرالیا · ژان ون در وستهویزن · توماس گرین                              | ۱:۲۷٫۲۹ |
| کایاک ۵۰۰ متر چهارنفره | آلمان · مکس رندشمیت · مکس لمکه · یاکوب شوپف · تام لیبشر | ۱:۱۹٫۸۰ | استرالیا · ریلی فیتسیمونس · پیر فن در وستهویزن · جکسون کالینز · نوا هاوارد | ۱:۱۹٫۸۴ | اسپانیا · سائول کراویوتو · کارلوس آروالو · مارکوس بالس · رودریگو خرماده | ۱:۲۰٫۰۵ |

زنان
| رویداد                 | طلا                                                                | طلا        | نقره                                                           | نقره    | برنز                                                             | برنز    |
| کانو ۲۰۰ متر یک‌نفره    | کیتی وینسنت · کانادا                                               | ۴۴٫۱۲ WB   | نوین هریسون · ایالات متحده آمریکا                              | ۴۴٫۱۳   | یاریسلیدیس کیریلو · کوبا                                         | ۴۴٫۳۶   |
| کانو ۵۰۰ متر دونفره    | چین · شو شیشیائو · سون منگیا                                       | ۱:۵۲٫۸۱    | اوکراین · لیودمیلا لوزان · آناستازیا چتوریکووا                 | ۱:۵۴٫۳۰ | کانادا · اسلون مک‌کنزی · کیتی وینسنت                              | ۱:۵۴٫۳۶ |
|                        |                                                                    |            |                                                                |         |                                                                  |         |
| کایاک ۵۰۰ متر یک‌نفره   | لیسا کارینگتون · نیوزیلند                                          | ۱:۴۷٫۳۶ OB | تامارا چیپش · مجارستان                                         | ۱:۴۸٫۴۴ | اما یوئنسن · دانمارک                                             | ۱:۴۹٫۷۶ |
| کایاک ۵۰۰ متر دونفره   | نیوزیلند · لیسا کارینگتون · آلیسیا هاسکین                          | ۱:۳۷٫۲۸    | مجارستان · تامارا چیپش · آلیدا دورا گاژو                       | ۱:۳۹٫۳۹ | آلمان · پوئولینا پاشک · یوله هاکه                                | ۱:۳۹٫۴۶ |
| کایاک ۵۰۰ متر دونفره   | نیوزیلند · لیسا کارینگتون · آلیسیا هاسکین                          | ۱:۳۷٫۲۸    | مجارستان · تامارا چیپش · آلیدا دورا گاژو                       | ۱:۳۹٫۳۹ | مجارستان · نئومی پوپ · سارا فویت                                 | ۱:۳۹٫۴۶ |
| کایاک ۵۰۰ متر چهارنفره | نیوزیلند · لیسا کارینگتون · آلیسیا هاسکین · اولیویا برت · تارا وون | ۱:۳۲٫۲۰    | آلمان · پوئولینا پاشک · یوله هاکه · پائولین یاگش · سارا بروسلر | ۱:۳۲٫۶۲ | مجارستان · نئومی پوپ · سارا فویت · تامارا چیپش · آلیدا دورا گاژو | ۱:۳۲٫۹۳ |

## دوچرخه‌سواری
*   کشور میزبان (فرانسه)
| رتبه            | کشور                | طلا | نقره | برنز | مجموع |
| --------------- | ------------------- | --- | ---- | ---- | ----- |
| ۱               | فرانسه*             | ۳   | ۳    | ۳    | ۹     |
| ۲               | هلند                | ۳   | ۳    | ۱    | ۷     |
| ۳               | استرالیا            | ۳   | ۲    | ۳    | ۸     |
| ۴               | ایالات متحده آمریکا | ۳   | ۲    | ۱    | ۶     |
| ۵               | بریتانیای کبیر      | ۲   | ۵    | ۴    | ۱۱    |
| ۶               | نیوزیلند            | ۲   | ۲    | ۱    | ۵     |
| ۷               | بلژیک               | ۲   | ۰    | ۳    | ۵     |
| ۸               | ایتالیا             | ۱   | ۲    | ۱    | ۴     |
| ۹               | پرتغال              | ۱   | ۱    | ۰    | ۲     |
| ۱۰              | آرژانتین            | ۱   | ۰    | ۰    | ۱     |
| ۱۰              | چین                 | ۱   | ۰    | ۰    | ۱     |
| ۱۲              | آلمان               | ۰   | ۱    | ۱    | ۲     |
| ۱۳              | لهستان              | ۰   | ۱    | ۰    | ۱     |
| ۱۴              | آفریقای جنوبی       | ۰   | ۰    | ۱    | ۱     |
| ۱۴              | دانمارک             | ۰   | ۰    | ۱    | ۱     |
| ۱۴              | سوئد                | ۰   | ۰    | ۱    | ۱     |
| ۱۴              | سوئیس               | ۰   | ۰    | ۱    | ۱     |
| مجموع (۱۷ کشور) | مجموع (۱۷ کشور)     | ۲۲  | ۲۲   | ۲۲   | ۶۶    |

### مدال‌آوران

#### رقابت جاده
| رویداد             | طلا                                | نقره                         | برنز                               |
| جاده انفرادی مردان | رمکو اونپول · بلژیک                | والنتین مدواس · فرانسه       | کریستف لاپورت · فرانسه             |
| تایم تریل مردان    | رمکو اونپول · بلژیک                | فیلیپو گانا · ایتالیا        | واوت فان آرت · بلژیک               |
| جاده انفرادی زنان  | کریستن فوکنر · ایالات متحده آمریکا | ماریانه ووش · هلند           | لوته کوپکی · بلژیک                 |
| تایم تریل زنان     | گریس براون · استرالیا              | آنا هندرسون · بریتانیای کبیر | کلوئی دایگرت · ایالات متحده آمریکا |

#### دوچرخه‌سواری پیست

##### مردان
| رویداد      | طلا                                                              | نقره                                                                            | برنز                                                                   |
| سرعت        | هری لاورایسن · هلند                                              | متیو ریچاردسون · استرالیا                                                       | جک کارلین · بریتانیای کبیر                                             |
| سرعت تیمی   | هلند · روی فان در برخ · هری لاورایسن · جفری هوخلاند              | بریتانیای کبیر · اد لو (دوچرخه‌سوار) · هیمیش ترنبول · جک کارلین                  | استرالیا · لی هافمن · متیو ریچاردسون · متیو گلیتز                      |
| کِیرین       | هری لاورایسن · هلند                                              | متیو ریچاردسون · استرالیا                                                       | متیو گلیتز · استرالیا                                                  |
| امدادی      | پرتغال · یوری لیتائو · روی اولیویرا                              | ایتالیا · سیمون کونسونی · الیا ویوانی                                           | دانمارک · نیکلاس لارسن · میکل مارکیو                                   |
| اومنیوم     | بنژمن توما · فرانسه                                              | یوری لیتائو · پرتغال                                                            | فابیو فن دن بوسه · بلژیک                                               |
| تعقیبی تیمی | استرالیا · اولیور بلدین · سام ولسفورد · کانر لیهی · کلند اوبراین | بریتانیای کبیر · ایتن هیتر · دنیل بیگم · چارلی تنفیلد · ایتان ورنون · الیور وود | ایتالیا · سیمون کونسونی · فیلیپو گانا · فرانچسکو لامون · جوناتان میلان |

##### زنان
| رویداد      | طلا                                                                            | نقره                                                             | برنز                                                               |
| سرعت        | الس اندروز · نیوزیلند                                                          | لیا فردریش · آلمان                                               | اما فینوکان · بریتانیای کبیر                                       |
| سرعت تیمی   | بریتانیای کبیر · کیتی مارچانت · سوفی کیپول · اما فینوکان                       | نیوزیلند · ربکا پچ · شان فولتن · الس اندروز                      | آلمان · پولینه گرابوش · اما هینتسه · لیا فردریش                    |
| کِیرین       | الس اندروز · نیوزیلند                                                          | هتی فن ده واو · هلند                                             | اما فینوکن · بریتانیای کبیر                                        |
| امدادی      | ایتالیا · کلر کانسونی · ویتوریا گواتزینی                                       | بریتانیای کبیر · النور بارکر · نئا اونز                          | هلند · مایکه ون د دوین · لیسا فن بل                                |
| اومنیوم     | جنیفر ولنته · ایالات متحده آمریکا                                              | داریا پیکولیک · لهستان                                           | الی وولستن · نیوزیلند                                              |
| تعقیبی تیمی | ایالات متحده آمریکا · جنیفر ولنته · لیلی ویلیامز · کلوئی دایگرت · کریستن فوکنر | نیوزیلند · الی وولستن · برایونی بوتا · امیلی شیرمن · نیکول شیلدز | بریتانیای کبیر · النو بارکر · جوسی نایت · آنا موریس · جسیکا رابرتز |

#### دوچرخه‌سواری کوهستانی
| رویداد            | طلا                         | نقره                           | برنز                       |
| کراس کانتری مردان | تام پیدکوک · بریتانیای کبیر | ویکتور کورتزکی · فرانسه        | الن هاترلی · آفریقای جنوبی |
| کراس کانتری زنان  | پولین فران-پروو · فرانسه    | هیلی بتن · ایالات متحده آمریکا | ینی ریسودس · سوئد          |

#### BMX
| رویداد          | طلا                               | نقره                             | برنز                   |
| مسابقه مردان    | ژوریس دوده · فرانسه               | سیلون آندره · فرانسه             | روما میو · فرانسه      |
| مسابقه زنان     | سایا ساکاکیبارا · استرالیا        | منون فنسترا · هلند               | زوئی کلسنس · سوئیس     |
| فری‌استایل مردان | خوسه تورس (دوچرخه‌سوار) · آرژانتین | کیرن رایلی · بریتانیای کبیر      | آنتونی ژانژان · فرانسه |
| فری‌استایل زنان  | دنگ یاون · چین                    | پریس بنگاس · ایالات متحده آمریکا | ناتالیا دیم · استرالیا |

## شیرجه
*   کشور میزبان (فرانسه)
| رتبه           | کشور                | طلا | نقره | برنز | مجموع |
| -------------- | ------------------- | --- | ---- | ---- | ----- |
| ۱              | چین                 | ۸   | ۲    | ۱    | ۱۱    |
| ۲              | بریتانیای کبیر      | ۰   | ۱    | ۴    | ۵     |
| ۳              | مکزیک               | ۰   | ۱    | ۱    | ۲     |
| ۳              | کره شمالی           | ۰   | ۱    | ۱    | ۲     |
| ۵              | استرالیا            | ۰   | ۱    | ۰    | ۱     |
| ۵              | ایالات متحده آمریکا | ۰   | ۱    | ۰    | ۱     |
| ۵              | ژاپن                | ۰   | ۱    | ۰    | ۱     |
| ۸              | کانادا              | ۰   | ۰    | ۱    | ۱     |
| مجموع (۸ کشور) | مجموع (۸ کشور)      | ۸   | ۸    | ۸    | ۲۴    |

### مدال‌آوران

#### مردان
| رویداد                 | طلا                                   | نقره                                    | برنز                                      |
| تخته فنری ۳ متر        | شیه سییی · چین                        | وانگ زونگیوان · چین                     | اوسمار اولورا · مکزیک                     |
| سکو ۱۰ متر             | کائو یوان · چین                       | ریکوتو تامای · ژاپن                     | نوا ویلیامز · بریتانیای کبیر              |
| تخته فنری ۳ متر همزمان | چین · وانگ زونگیوان · لونگ دائویی     | مکزیک · خوآن سلایا · اوسمار اولورا      | بریتانیای کبیر · آنتونی هاردینگ · جک لایر |
| سکو ۱۰ متر همزمان      | چین · یانگ هائو (شیرجه) · لیان جونجیه | بریتانیای کبیر · تام دیلی · نوا ویلیامز | کانادا · رایلن وینز · نیتن زامبور-موری    |

#### زنان
| رویداد                 | طلا                          | نقره                                       | برنز                                                    |
| تخته فنری ۳ متر        | چن یوشی · چین                | مدیسون کینی · استرالیا                     | چانگ یانی · چین                                         |
| سکو ۱۰ متر             | چوان هونگچان · چین           | چن یوشی · چین                              | کیم می ره · کره شمالی                                   |
| تخته فنری ۳ متر همزمان | چین · چن یی‌ون · چانگ یانی    | ایالات متحده آمریکا · سارا بیکن · کسدی کوک | بریتانیای کبیر · یاسمین هارپر · اسکارت نیو ینسن         |
| سکو ۱۰ متر همزمان      | چین · چن یوشی · چوان هونگچان | کره شمالی · کیم می ره · جو جین می          | بریتانیای کبیر · آندریا اسپندولینی-سیریکس · لوئیس تولسن |

## سوارکاری
*   کشور میزبان (فرانسه)
| رتبه          | NOC                 | طلا | نقره | برنز | مجموع |
| ------------- | ------------------- | --- | ---- | ---- | ----- |
| ۱             | آلمان               | ۴   | ۱    | ۰    | ۵     |
| ۲             | بریتانیای کبیر      | ۲   | ۰    | ۳    | ۵     |
| ۳             | فرانسه*             | ۰   | ۱    | ۱    | ۲     |
| ۴             | استرالیا            | ۰   | ۱    | ۰    | ۱     |
| ۴             | ایالات متحده آمریکا | ۰   | ۱    | ۰    | ۱     |
| ۴             | دانمارک             | ۰   | ۱    | ۰    | ۱     |
| ۴             | سوئیس               | ۰   | ۱    | ۰    | ۱     |
| ۸             | هلند                | ۰   | ۰    | ۱    | ۱     |
| ۸             | ژاپن                | ۰   | ۰    | ۱    | ۱     |
| مجموع (۹ NOC) | مجموع (۹ NOC)       | ۶   | ۶    | ۶    | ۱۸    |

### مدال‌آوران
| بازی‌ها          | طلا | نقره | برنز |  |  |  |
| درساژ انفرادی   | جسیکا فون بردو-ورندل · آلمان · سوار بر TSF Dalera BB                                                                     | ایزابل ورت · آلمان · سوار بر Wendy                                                                                              | شارلوت فرای · بریتانیای کبیر · سوار بر Glamourdale |  |  |  |
| درساژ تیمی      | آلمان · فردریک واندرس · سوار برBluetooth Old · ایزابل ورت · سوار بر Wendy · جسیکا فون بردو-ورندل · سوار بر TSF Dalera BB | دانمارک · دنیل بکمن اندرسن · سوار بر Vayron · نانا مرالد راسموسن · سوار بر Zepter · کاترین دوفور · سوار بر Freestyle            | بریتانیای کبیر · بکی مودی · سوار بر Jagerbomb · کارل هستر · سوار بر Fame · شارلوت فرای · سوار بر Glamourdale                                                            |  |  |  |
|                 | | | |  |  |  |
| اونتینگ انفرادی | میشائیل یون · سوار بر Chipmunk Frh · آلمان                                                                               | کریس برتون · سوار برShadow Man · استرالیا                                                                                       | لورا کالت · سوار بر London 52 · بریتانیای کبیر |  |  |  |
| اونتینگ تیمی    | بریتانیای کبیر · رز کنتر · سوار بر Lordships Graffalo · تام مک‌ایون · سوار بر JD Dublin · لورا کالت · سوار بر London 52   | فرانسه · نیکلا توزن · سوار بر Diabolo Menthe · کریم لاگوا · سوار بر Triton Fontaine · استفان لاندوا · سوار بر Chaman Dumontceau | ژاپن · توشیوکی تاناکا · سوار بر Jefferson · کازوما توموتو · سوار بر Vinci De La Vigne · یوشیاکی اویوا · سوار بر Mgh Grafton Street · ریوزو کیتاجیما · سوار بر Cekatinka |  |  |  |
|                 | | | |  |  |  |
| پرش انفرادی     | کریستیان کوکوک · سوار بر Checker 47 · آلمان                                                                              | استیو گوردات · سوار بر Dynamix de Belheme · سوئیس                                                                               | مایکل ون در ولوتن · سوار بر Beauville Z · هلند |  |  |  |
| پرش تیمی        | بریتانیای کبیر · بن مار · سوار بر Dallas Vegas Batilly · هری چارلز · سوار بر Romeo 88 · اسکات براش · سوار بر Jefferson   | ایالات متحده آمریکا · لارا کراوت · سوار بر Baloutinue · کارل کوک · سوار بر Caracole de la Roque · مک‌لین وارد · سوار بر Ilex     | فرانسه · سیمو دولستر · سوار بر I.Alemusina R 51 · الیویه پرو · سوار بر Dorai D'Aiguilly · ژولین اپایار · سوار بر Dubai du Cèdre                                         |  |  |  |

## شمشیربازی
*   کشور میزبان (فرانسه)
| رتبه            | کشور                | طلا | نقره | برنز | مجموع |
| --------------- | ------------------- | --- | ---- | ---- | ----- |
| ۱               | ژاپن                | ۲   | ۱    | ۲    | ۵     |
| ۲               | ایالات متحده آمریکا | ۲   | ۱    | ۱    | ۴     |
| ۳               | کره جنوبی           | ۲   | ۱    | ۰    | ۳     |
| ۴               | هنگ کنگ             | ۲   | ۰    | ۰    | ۲     |
| ۵               | فرانسه*             | ۱   | ۴    | ۲    | ۷     |
| ۶               | ایتالیا             | ۱   | ۳    | ۱    | ۵     |
| ۷               | مجارستان            | ۱   | ۱    | ۱    | ۳     |
| ۸               | اوکراین             | ۱   | ۰    | ۱    | ۲     |
| ۹               | تونس                | ۰   | ۱    | ۰    | ۱     |
| ۱۰              | جمهوری چک           | ۰   | ۰    | ۱    | ۱     |
| ۱۰              | لهستان              | ۰   | ۰    | ۱    | ۱     |
| ۱۰              | مصر                 | ۰   | ۰    | ۱    | ۱     |
| ۱۰              | کانادا              | ۰   | ۰    | ۱    | ۱     |
| مجموع (۱۳ کشور) | مجموع (۱۳ کشور)     | ۱۲  | ۱۲   | ۱۲   | ۳۶    |

### مدال‌آوران

#### مردان
| رویداد        | طلا                                                                                  | نقره                                                                | برنز                                                                       |
| اپه انفرادی   | کوکی کانو · ژاپن                                                                     | یانیک بورل · فرانسه                                                 | محمد السید (شمشیرباز) · مصر                                                |
| اپه تیمی      | مجارستان · ماته توماش کوچ · تیبور آندراسفی · گرگی شیکلوشی · داوید ناگی               | ژاپن · آکیرا کوماتا · کوکی کانو · ماسارو یامادا · کازویاسو مینوبه   | جمهوری چک · ییرژی بران · یاکوب یورکا · مارتین روبش · میخال چوپر            |
| فلوره انفرادی | چئونگ کا-لونگ · هنگ کنگ                                                              | فیلیپو ماکی · ایتالیا                                               | نیک ایتکین · ایالات متحده آمریکا                                           |
| فلوره تیمی    | ژاپن · کیوسوکه ماتسویاما · تاکاهیرو شیکینه · کازوکی ییمورا · یودای ناگانو (شمشیرباز) | ایتالیا · گیوم بیانکی · فیلیپو ماکی · توماسو مارینی · آلسیو فوکونی  | فرانسه · ماکسیمیلیان شاستانه · ماسکیم پوتی · انزو لوفور · ژولین مرتین      |
| سابر انفرادی  | اوه سانگ-اوک · کره جنوبی                                                             | فارس فرجانی · تونس                                                  | لوئیجی سامله · ایتالیا                                                     |
| سابر تیمی     | کره جنوبی · گو بون-گیل · اوه سانگ اوک · پارک سانگ وون · دو گیونگ دونگ                | مجارستان · چاناد گمشی · آندراش ساتماری · آرون ژیلاگی · کریستیان راب | فرانسه · سباستین پاتریس · ماکسیم پیانفتی · بولاده آپیتی · ژان-فیلیپ پاتریس |

### زنان
| رویداد        | طلا                                                                            | نقره                                                                                     | برنز                                                                                             |
| اپه انفرادی   | ویویان کونگ · هنگ کنگ                                                          | اورین مالو-برتون · فرانسه                                                                | استر موهاری · مجارستان                                                                           |
| اپه تیمی      | ایتالیا · روسلا فیامینگو · مارا ناواریا · جولیا ریتسی · آلبرتا سانتوچو         | فرانسه · ماری-فلورنس کونداسمی · الکساندرا لوئی-ماری · اورین مالو-برتون · کورالین ویتالیس | لهستان · الکساندرا یارتسکا · آلیتسیا کلاسیک · رناتا کناپیک-میازگا · مارتینا اسواتوفسکا-ونگلارچیک |
| فلوره انفرادی | لی کیفر · ایالات متحده آمریکا                                                  | لورن اسکراگز · ایالات متحده آمریکا                                                       | النور هاروی · کانادا                                                                             |
| فلوره تیمی    | ایالات متحده آمریکا · ژاکلین دوبروویچ · لی کیفر · لورن اسکراگز · مایا واینتراب | ایتالیا · آریانا اریگو · مارتینا فاوارتو · آلیچه وولپی · فرانچسکا پالومبو                | ژاپن · سرا آزوما · یوکا اوئنو · کارین میاواکی · کوماکی کیکوچی                                    |
| سابر انفرادی  | منو برونه · فرانسه                                                             | سارا بالزر · فرانسه                                                                      | اولگا خارلان · اوکراین                                                                           |
| سابر تیمی     | اوکراین · یولیا باکاستووا · آلینا کوماشچوک · اولگا خارلان · اولنا کراواتسکا    | کره جنوبی · چوی سه بین · جون ها یونگ · جون اون هه · یون جی-سو                            | ژاپن · ریسا تاکاشیما · سری اوزاکی · میساکی ایمورا · شیهومی فوکوشیما                              |

## هاکی روی چمن
*   کشور میزبان (فرانسه)
| رتبه           | کشور           | طلا | نقره | برنز | مجموع |
| -------------- | -------------- | --- | ---- | ---- | ----- |
| ۱              | هلند           | ۲   | ۰    | ۰    | ۲     |
| ۲              | آلمان          | ۰   | ۱    | ۰    | ۱     |
| ۲              | چین            | ۰   | ۱    | ۰    | ۱     |
| ۴              | آرژانتین       | ۰   | ۰    | ۱    | ۱     |
| ۴              | هند            | ۰   | ۰    | ۱    | ۱     |
| مجموع (۵ کشور) | مجموع (۵ کشور) | ۲   | ۲    | ۲    | ۶     |

## فوتبال
*   کشور میزبان (فرانسه)
| رتبه          | NOC                 | طلا | نقره | برنز | مجموع |
| ------------- | ------------------- | --- | ---- | ---- | ----- |
| ۱             | اسپانیا             | ۱   | ۰    | ۰    | ۱     |
| ۱             | ایالات متحده آمریکا | ۱   | ۰    | ۰    | ۱     |
| ۳             | برزیل               | ۰   | ۱    | ۰    | ۱     |
| ۳             | فرانسه*             | ۰   | ۱    | ۰    | ۱     |
| ۵             | آلمان               | ۰   | ۰    | ۱    | ۱     |
| ۵             | مراکش               | ۰   | ۰    | ۱    | ۱     |
| مجموع (۶ NOC) | مجموع (۶ NOC)       | ۲   | ۲    | ۲    | ۶     |

### مدال‌آوران
| رویداد | طلا | نقره | برنز |
| مردان  | اسپانیا · الکس بینا · پابلو باریوس · آدریان برنابه · سرخیو کاملو · پائو کوبارسی · اریک گارسیا · جوآن گارسیا · سرخیو گومز · میگل گوتیرس · آلخاندرو ایتوربه · دیگو لوپز نوگرول · فرمین لوپز · خوان میراندا · کریستین موسکرا · سامو عمورودیون · ایمار اوروز · جان پاچکو · مارک پوبیل · ابل رویز · خوانلو سانچز · آرناو تناس · بنات تورینتس | فرانسه · ماغنیس اکلیوش · لویک باده · رایان شرقی · جوریس چوتارد · اندی دیوف · دزیره دوئه · آرنو کالیموندو · مانو کونه · الکساندر لاکازت · یوهان لپنانت · بردلی لاکو · کاستلو لوکبا · سونگوتو ماگاسا · ژان-فیلیپ ماتتا · کریسلین ماتسیما · انزو میلو · اوبد انکامبادیو · مایکل اولیس · گیوم رستس · کیلیان سیلدیلیا · آدریان تروفرت                                                                                          | مراکش · الیاس آخوماش · الیاس بن صغیر · بنیامین بوشواری · مهدی بوکامیر · اسامه العزوزی · بلال الخنوس · زکریا الواحدی · عبدالصمد الزلزولی · رشید غنیمی · اشرف حکیمی · یاسین کچتا · هیثم منعوت · المهدی موهوب · منیر مهند محمدی · اکرم نقاش · سفیان رحیمی · امیر ریچاردسون · عادل تاحیف · اوسامه ترقلین   |
| زنان   | ایالات متحده آمریکا (USA) · کوربین آلبرت · کروی بتون · سامانتا کافی · تییرنا دیویدسون · کریستال دان · امیلی فاکس · نائومی گیرما · لیندزی هورن · کیسی شورت · رز لاول · کیسی مورفی · آلیسا نایر · جنا نایسوونگر · ترینیتی رادمن · امیلی سمز · جیدن شاو · سوفیا اسمیت (بازیکن فوتبال، زاده ۲۰۰۰) · امیلی سانت · ملری پییو · لین ویلیامز    | برزیل (BRA) · آدریانا لیال دا سیلوا · آنا ویتوریا · آنتونیا (بازیکن فوتبال) · آنژلینا (بازیکن فوتبال) · دودا سامپایو · گابی نونز · گابی پورتیلیو · جنیفر (بازیکن فوتبال) · کرولین · لاورن (بازیکن فوتبال) · لورنا (بازیکن فوتبال) · لوسیانا ماریا دیونیزیو · لودمیلا دا سیلوا · مارتا · پریسیلا (بازیکن فوتبال) · رافائل سوزا · تاینا (بازیکن فوتبال) · تامیرس · تارسیانه · تاییس (بازیکن فوتبال) · ویتوریا یایا · یاسمیم | آلمان (GER) · نیکول آنیومی · آن کاترین برگر · جول برند · کلارا بول · سارا دورسون · ویوین اندرمان · لورا فریگانگ · مرل فرومز · جولیا گوین · مارینا هگرینگ · کاترین هندریش · سارای لیندر · سیدنی لومان · جانینا مینگه · سیوکه نوشکن · الکساندرا پاپ · فلیسیتاس راچ · لیا شولر · بیبیان شولتز · الیزا زنس |

## گلف
*   کشور میزبان (فرانسه)
| رتبه           | کشور                | طلا | نقره | برنز | مجموع |
| -------------- | ------------------- | --- | ---- | ---- | ----- |
| ۱              | ایالات متحده آمریکا | ۱   | ۰    | ۰    | ۱     |
| ۱              | نیوزیلند            | ۱   | ۰    | ۰    | ۱     |
| ۳              | آلمان               | ۰   | ۱    | ۰    | ۱     |
| ۳              | بریتانیای کبیر      | ۰   | ۱    | ۰    | ۱     |
| ۵              | چین                 | ۰   | ۰    | ۱    | ۱     |
| ۵              | ژاپن                | ۰   | ۰    | ۱    | ۱     |
| مجموع (۶ کشور) | مجموع (۶ کشور)      | ۲   | ۲    | ۲    | ۶     |

### مدال‌آوران
| رویداد        | طلا                              | نقره                          | برنز                   |
| انفرادی مردان | اسکاتی شفر · ایالات متحده آمریکا | تامی فلیتوود · بریتانیای کبیر | هیدکی ماتسویاما · ژاپن |
| انفرادی زنان  | لیدیا کو · نیوزیلند              | استر هنزلایت · آلمان          | لین شی‌یو · چین         |

## ژیمناستیک
*   کشور میزبان (فرانسه)
| رتبه           | NOC                     | طلا | نقره | برنز | مجموع |
| -------------- | ----------------------- | --- | ---- | ---- | ----- |
| ۱              | چین                     | ۳   | ۶    | ۳    | ۱۲    |
| ۲              | ایالات متحده آمریکا     | ۳   | ۱    | ۵    | ۹     |
| ۳              | ژاپن                    | ۳   | ۰    | ۱    | ۴     |
| ۴              | فیلیپین                 | ۲   | ۰    | ۰    | ۲     |
| ۵              | برزیل                   | ۱   | ۲    | ۱    | ۴     |
| ۶              | ایتالیا                 | ۱   | ۱    | ۳    | ۵     |
| –              | ورزشکاران بی‌طرف انفرادی | ۱   | ۱    | ۰    | ۲     |
| ۷              | بریتانیای کبیر          | ۱   | ۰    | ۲    | ۳     |
| ۸              | آلمان                   | ۱   | ۰    | ۰    | ۱     |
| ۸              | الجزایر                 | ۱   | ۰    | ۰    | ۱     |
| ۸              | ایرلند                  | ۱   | ۰    | ۰    | ۱     |
| ۱۱             | اسرائیل                 | ۰   | ۲    | ۰    | ۲     |
| ۱۲             | ارمنستان                | ۰   | ۱    | ۰    | ۱     |
| ۱۲             | اوکراین                 | ۰   | ۱    | ۰    | ۱     |
| ۱۲             | قزاقستان                | ۰   | ۱    | ۰    | ۱     |
| ۱۲             | کلمبیا                  | ۰   | ۱    | ۰    | ۱     |
| ۱۶             | رومانی                  | ۰   | ۰    | ۱    | ۱     |
| ۱۶             | چین تایپه               | ۰   | ۰    | ۱    | ۱     |
| ۱۶             | کانادا                  | ۰   | ۰    | ۱    | ۱     |
| ۱۶             | یونان                   | ۰   | ۰    | ۱    | ۱     |
| مجموع (۱۹ NOC) | مجموع (۱۹ NOC)          | ۱۸  | ۱۷   | ۱۹   | ۵۴    |

### هنری
مردان
| بازی‌ها              | طلا                                                                                   | نقره                                                              | برنز                                                                                 |  |  |  |
| تیمی تمام اسباب     | ژاپن · دایکی هاشیموتو · کازوما کایا · شینوسوکه اوکا · تاکاکی سوگینو · واتارو تانیگاوا | چین · لیو یانگ · سو ویده · شیائو روتنگ · ژانگ بوهنگ · ژو جینگیوان | ایالات متحده آمریکا · اشر هونگ · پل یودا · برودی ملون · استیون نداروزیک · فرد ریچارد |  |  |  |
| انفرادی تمامی اسباب | شینوسوکه اوکا · ژاپن                                                                  | ژانگ بوهنگ · چین                                                  | شیائو روتنگ · چین                                                                    |  |  |  |
|                     |                                                                                       |                                                                   |                                                                                      |  |  |  |
| حرکات زمینی         | کارلوس یولو · فیلیپین                                                                 | آرتم دولگوپیات · اسرائیل                                          | جیک جارمن · بریتانیای کبیر                                                           |  |  |  |
| خرک حلقه            | رایس مک‌کلنگن · ایرلند                                                                 | نریمان قربانوف · قزاقستان                                         | استیون نداروزیک · ایالات متحده آمریکا                                                |  |  |  |
| دارحلقه             | لیو یانگ · چین                                                                        | ژو جینگیوان · چین                                                 | الفتریوس پترونیاس · یونان                                                            |  |  |  |
| پرش از خرک          | کارلوس یولو · فیلیپین                                                                 | آرتور داوتیان · ارمنستان                                          | هری هپوورث · بریتانیای کبیر                                                          |  |  |  |
| پارالل              | ژو جینگیوان · چین                                                                     | ایلیا کوتون · اوکراین                                             | شینوسوکه اوکا · ژاپن                                                                 |  |  |  |
| بارفیکس             | شینوسوکه اوکا · ژاپن                                                                  | آنخل باراخاس · کلمبیا                                             | ژانگ بوهنگ · چین                                                                     |  |  |  |
| بارفیکس             | شینوسوکه اوکا · ژاپن                                                                  | آنخل باراخاس · کلمبیا                                             | تانگ چیا-هونگ · چین تایپه                                                            |  |  |  |

زنان
| بازی‌ها             | طلا                                                                              | نقره                                                                                 | برنز                                                                               |  |  |  |
| تیمی تمام اسباب    | ایالات متحده آمریکا · سیمون بایلز · جید کری · جردن چیلز · سونیسا لی · هزلی ریورا | ایتالیا · آنجلا آندرئولی · آلیس داماتو · مانیلا اسپوسیتو · الیسا یوریو · جورجیا ویلا | برزیل · ربکا آندراده · جید باربوسا · لوران اولیویرا · فلاویا سارایوا · ژولیا سوارس |  |  |  |
| انفرادی تمام اسباب | سیمون بایلز · ایالات متحده آمریکا                                                | ربکا آندراده · برزیل                                                                 | سونیسا لی · ایالات متحده آمریکا                                                    |  |  |  |
|                    |                                                                                  |                                                                                      |                                                                                    |  |  |  |
| پرش از خرک         | سیمون بایلز · ایالات متحده آمریکا                                                | ربکا آندراده · برزیل                                                                 | جید کری · ایالات متحده آمریکا                                                      |  |  |  |
| پارالل ناهم‌سطح     | کیلیا نمور · الجزایر                                                             | چیو چیوان · چین                                                                      | سونیسا لی · ایالات متحده آمریکا                                                    |  |  |  |
| چوب موازنه         | آلیس داماتو · ایتالیا                                                            | ژو یاچین · چین                                                                       | مانیلا اسپوسیتو · ایتالیا                                                          |  |  |  |
| حرکات زمینی        | ربکا آندراده · برزیل                                                             | سیمون بایلز · ایالات متحده آمریکا                                                    | جردن چیلز · ایالات متحده آمریکا                                                    |  |  |  |

### ریتمیک
| بازی‌ها              | طلا                                                                       | نقره                                                                                 | برنز                                                                                       |
| گروهی تمامی اسباب   | چین · گو چیچی · هائو تینگ · هوانگ ژانگ‌جیایانگ · وانگ لانجینگ · دینگ شینیی | اسرائیل · اوفیر شاهام · دیانا اسورتسوف · آدار فریدمان · رومی پاریتزکی · شانی باکانوف | ایتالیا · آلیسا مائورلی · مارتینا چنتوفانتی · آنیسه دورانتی · دنیلا موگوریان · لاورا پاریس |
| انفرادی تمامی اسباب | داریا وارفولومیف · آلمان                                                  | بوریانا کالین · بلغارستان                                                            | سوفیا رافائلی · ایتالیا                                                                    |

### ترامپولین
| بازی‌ها        | طلا                                        | نقره                                           | برنز                |
| انفرادی مردان | ایوان لیتوینوویچ · ورزشکاران بی‌طرف انفرادی | وانگ زیسای · چین                               | یان لانگیو · چین    |
| انفرادی زنان  | براینی پیج · بریتانیای کبیر                | ویالتا باردزیلوسکایا · ورزشکاران بی‌طرف انفرادی | سوفیان متو · کانادا |

## هندبال
*   کشور میزبان (فرانسه)
| رتبه           | کشور           | طلا | نقره | برنز | مجموع |
| -------------- | -------------- | --- | ---- | ---- | ----- |
| ۱              | دانمارک        | ۱   | ۰    | ۱    | ۲     |
| ۲              | نروژ           | ۱   | ۰    | ۰    | ۱     |
| ۳              | آلمان          | ۰   | ۱    | ۰    | ۱     |
| ۳              | فرانسه*        | ۰   | ۱    | ۰    | ۱     |
| ۵              | اسپانیا        | ۰   | ۰    | ۱    | ۱     |
| مجموع (۵ کشور) | مجموع (۵ کشور) | ۲   | ۲    | ۲    | ۶     |

### مدال‌آوران
| رویداد | طلا | نقره | برنز |
| مردان  | دانمارک · نیکلاس لندین یاکوبسن · نیکلاس کیرکلوکه · ماگنوس لاندین یاکوبسن · امیل یاکوبسن · راسموس لائوگه اسمیت · امیل نیلسن · ماگنوس ساوگستروپ · هانس لیندبرگ · ماتیاس گیدسل · هنریک مولگا · میکل هانسن · لوکاس یورگنسن · لسه اندرسون · سیمون هالد · توماس سومر آرنولدسن · سیون پیتلیک | آلمان · دیوید اشپیت · یوهانس گولا · لوکا ویتسکه · سباستین هیمن · یوستوس فیشر · یوری کنور · یولیان کوستر · رنارس اوشچینس · کای هفنر · تیم هورنکه · آندریاس ولف · رونه دانکه · لوکاس مرتنس (بازیکن هندبال) · کریستوف اشتاینرت · مارکو گرگیچ · یانیک کولباخر            | اسپانیا · گونسالو پرس ده وارگاس · خورخه ماکدا · الکس دویشبائف · رودریگو کورالس · آدریا فیگراس · ایمانول گارسیاندیا · آبل سردیو · آگوستین کاسادو · آلکس گومس · ایان تارافتا · میگل سانچس-میگایون · دنیل دویشبائف · کاولدی اودریوسولا · دنیل فرناندس (بازیکن هندبال) · خاویر رودریگس مورنو |
| زنان   | نروژ · ورونیکا کریستیانسن · مارن نیلند آردال · آستینه اسکوگران · نورا مورک · آستینه بردال اوفتدال · سیلیه سوبرگ · کاری براتست داله · کریستین بریستول · ویلده اینگستاد · کاترین لونده · ماریت روسبرگ یاکوبسن · کامیلا هرم · سانا سولبرگ-ایساکسن · هنی ریستا · تاله روشفلت دایلا        | فرانسه · لورا گلوزر · ملین نوکاندی · آلیسیا توبلان · کلویی والنتینی · کورالی لاسورس · گراس زادی · کلئوپاتر دارلو · لورا فلیپ · اورلان کانور · تامارا هوراچک · پائولتا فوپا · استل انزه مینکو · اوریان اوندونو · لوسی گرانیه · سارا بوکتیت · لنا گرانوو · هاتادو ساکو | دانمارک · ساندرا توفت · سارا ایورسن · هلنا الور · آنه مته هانسن · کاترینه هیندیل · لینه هاوگستد · التیا رینهارت · مته ترانبورگ · کریستینا یورگنسن · ترینه اوسترگارد · لوئیسه بورگارد · میه هویلوند · اما فریس · ریکه ایورسن · میکالا مولر                                                |

## جودو
*   کشور میزبان (فرانسه)
| رتبه           | NOC              | طلا | نقره | برنز | مجموع |
| -------------- | ---------------- | --- | ---- | ---- | ----- |
| ۱              | ژاپن             | ۳   | ۲    | ۳    | ۸     |
| ۲              | فرانسه*          | ۲   | ۲    | ۶    | ۱۰    |
| ۳              | جمهوری آذربایجان | ۲   | ۰    | ۰    | ۲     |
| ۴              | گرجستان          | ۱   | ۲    | ۰    | ۳     |
| ۵              | برزیل            | ۱   | ۱    | ۲    | ۴     |
| ۶              | ازبکستان         | ۱   | ۰    | ۲    | ۳     |
| ۷              | قزاقستان         | ۱   | ۰    | ۱    | ۲     |
| ۸              | اسلوونی          | ۱   | ۰    | ۰    | ۱     |
| ۸              | ایتالیا          | ۱   | ۰    | ۰    | ۱     |
| ۸              | کانادا           | ۱   | ۰    | ۰    | ۱     |
| ۸              | کرواسی           | ۱   | ۰    | ۰    | ۱     |
| ۱۲             | کره جنوبی        | ۰   | ۲    | ۳    | ۵     |
| ۱۳             | اسرائیل          | ۰   | ۲    | ۱    | ۳     |
| ۱۴             | کوزوو            | ۰   | ۱    | ۱    | ۲     |
| ۱۵             | آلمان            | ۰   | ۱    | ۰    | ۱     |
| ۱۵             | مغولستان         | ۰   | ۱    | ۰    | ۱     |
| ۱۵             | مکزیک            | ۰   | ۱    | ۰    | ۱     |
| ۱۸             | تاجیکستان        | ۰   | ۰    | ۲    | ۲     |
| ۱۸             | مولداوی          | ۰   | ۰    | ۲    | ۲     |
| ۲۰             | اتریش            | ۰   | ۰    | ۱    | ۱     |
| ۲۰             | اسپانیا          | ۰   | ۰    | ۱    | ۱     |
| ۲۰             | بلژیک            | ۰   | ۰    | ۱    | ۱     |
| ۲۰             | سوئد             | ۰   | ۰    | ۱    | ۱     |
| ۲۰             | پرتغال           | ۰   | ۰    | ۱    | ۱     |
| ۲۰             | چین              | ۰   | ۰    | ۱    | ۱     |
| ۲۰             | یونان            | ۰   | ۰    | ۱    | ۱     |
| مجموع (۲۶ NOC) | مجموع (۲۶ NOC)   | ۱۵  | ۱۵   | ۳۰   | ۶۰    |

### مردان
| رویداد       | طلا                             | نقره                               | برنز                               |
| ۶۰ کیلوگرم   | یلدوس اسمتوف · قزاقستان         | لوکا مخیدزه · فرانسه               | ریوجو ناگایاما · ژاپن              |
| ۶۰ کیلوگرم   | یلدوس اسمتوف · قزاقستان         | لوکا مخیدزه · فرانسه               | فرانسیسکو گاریگوس · اسپانیا        |
| ۶۶ کیلوگرم   | هیفومی آبه · ژاپن               | ویلیان لیما · برزیل                | گوسمان گیرگیزبایف · قزاقستان       |
| ۶۶ کیلوگرم   | هیفومی آبه · ژاپن               | ویلیان لیما · برزیل                | دنیس ویرو · مولداوی                |
| ۷۳ کیلوگرم   | هدایت حیدروف · جمهوری آذربایجان | ژوان-بنژامن گابا · فرانسه          | عادل عثمانوف · مولداوی             |
| ۷۳ کیلوگرم   | هدایت حیدروف · جمهوری آذربایجان | ژوان-بنژامن گابا · فرانسه          | سویچی هاشیموتو · ژاپن              |
| ۸۱ کیلوگرم   | تاکانوری ناگاسه · ژاپن          | تاتو گریگالاشویلی · گرجستان        | لی جون هوان · کره جنوبی            |
| ۸۱ کیلوگرم   | تاکانوری ناگاسه · ژاپن          | تاتو گریگالاشویلی · گرجستان        | سامان محمدبکوف · تاجیکستان         |
| ۹۰ کیلوگرم   | لاشا بکائوری · گرجستان          | سانشیرو مورائو · ژاپن              | ماکسیم-گائل انگایاپ هامبو · فرانسه |
| ۹۰ کیلوگرم   | لاشا بکائوری · گرجستان          | سانشیرو مورائو · ژاپن              | تئودوروس سلیدیس · یونان            |
| ۱۰۰ کیلوگرم  | زلیم کوتسویف · جمهوری آذربایجان | ایلیا سولامانیدزه · گرجستان        | پیتر پالتچیک · اسرائیل             |
| ۱۰۰ کیلوگرم  | زلیم کوتسویف · جمهوری آذربایجان | ایلیا سولامانیدزه · گرجستان        | مظفربک توروبویف · ازبکستان         |
| ۱۰۰+ کیلوگرم | تدی رینر · فرانسه               | کیم مین جونگ (جودوکار) · کره جنوبی | تیمور رحیموف · تاجیکستان           |
| ۱۰۰+ کیلوگرم | تدی رینر · فرانسه               | کیم مین جونگ (جودوکار) · کره جنوبی | علی‌شیر یوسوپوف · ازبکستان          |

### زنان
| رویداد      | طلا                        | نقره                          | برنز                      |
| ۴۸ کیلوگرم  | ناتسومی سونودا · ژاپن      | باوودورجین باسانخو · مغولستان | شیرین بوکلی · فرانسه      |
| ۴۸ کیلوگرم  | ناتسومی سونودا · ژاپن      | باوودورجین باسانخو · مغولستان | تارا باب‌الفتح · سوئد      |
| ۵۲ کیلوگرم  | دیورا کلدیورووا · ازبکستان | دیستریا کراسنیچی · کوزوو      | لاریسا پیمنتا · برزیل     |
| ۵۲ کیلوگرم  | دیورا کلدیورووا · ازبکستان | دیستریا کراسنیچی · کوزوو      | آماندین بوشار · فرانسه    |
| ۵۷ کیلوگرم  | کریستا دگوچی · کانادا      | هو می می · کره جنوبی          | هاروکا فوناکوبو · ژاپن    |
| ۵۷ کیلوگرم  | کریستا دگوچی · کانادا      | هو می می · کره جنوبی          | سارا-لئونی سیزیک · فرانسه |
| ۶۳ کیلوگرم  | آندریا لشکی · اسلوونی      | پریسکا آویتی آلکاراس · مکزیک  | کلاریس اگبگننو · فرانسه   |
| ۶۳ کیلوگرم  | آندریا لشکی · اسلوونی      | پریسکا آویتی آلکاراس · مکزیک  | لائورا فازلیو · کوزوو     |
| ۷۰ کیلوگرم  | باربارا ماتیچ · کرواسی     | میریام بوتکرایت · آلمان       | میشائیلا پولورس · اتریش   |
| ۷۰ کیلوگرم  | باربارا ماتیچ · کرواسی     | میریام بوتکرایت · آلمان       | گابریلا ویلمز · بلژیک     |
| ۷۸ کیلوگرم  | الیچه بلاندی · ایتالیا     | اینبار لانیر · اسرائیل        | ما ژنژائو · چین           |
| ۷۸ کیلوگرم  | الیچه بلاندی · ایتالیا     | اینبار لانیر · اسرائیل        | پاتریسیا سامپایو · پرتغال |
| ۷۸+ کیلوگرم | بئاتریز سوزا · برزیل       | راز هرشکو · اسرائیل           | کیم ها یون · کره جنوبی    |
| ۷۸+ کیلوگرم | بئاتریز سوزا · برزیل       | راز هرشکو · اسرائیل           | رومان دیکو · فرانسه       |

### مختلط
| رویداد     | طلا | نقره | برنز |
| مختلط تیمی | فرانسه (۱۴) · شیرین بوکلی · ژوان-بنژامن گابا · آماندین بوشار · ولید خیار · سارا-لئونی سیزیک · لوکا مخیدزه · کلاریس اگبگننو · آلفا عمر جالو · ماری-او گیی · ماکسیم-گائل انگایاپ هامبو · رومان دیکو · اورلین دیس · مادلن مولونگا · تدی رینر | ژاپن (۱۴) · اوتا آبه · هیفومی آبه · هاروکا فوناکوبو · سویچی هاشیموتو · ناتسومی سونودا · ریوجو ناگایاما · ساکی نیزوئه · سانشیرو مورائو · میکو تاشیرو · تاکانوری ناگاسه · آرون وولف · ریکا تاکایاما · آکیرا سونه · تاتسورو سایتو | برزیل (۱۰) · دنیل کارگنین · لئوناردو گونسالوس · ویلیان لیما · رافائل ماسدو · گیلرمه شیمیچ · رافائل سیلوا · لاریسا پیمنتا · کتلین کوادروس · رافائلا سیلوا · بئاتریز سوزا                      |
| مختلط تیمی | فرانسه (۱۴) · شیرین بوکلی · ژوان-بنژامن گابا · آماندین بوشار · ولید خیار · سارا-لئونی سیزیک · لوکا مخیدزه · کلاریس اگبگننو · آلفا عمر جالو · ماری-او گیی · ماکسیم-گائل انگایاپ هامبو · رومان دیکو · اورلین دیس · مادلن مولونگا · تدی رینر | ژاپن (۱۴) · اوتا آبه · هیفومی آبه · هاروکا فوناکوبو · سویچی هاشیموتو · ناتسومی سونودا · ریوجو ناگایاما · ساکی نیزوئه · سانشیرو مورائو · میکو تاشیرو · تاکانوری ناگاسه · آرون وولف · ریکا تاکایاما · آکیرا سونه · تاتسورو سایتو | کره جنوبی (۱۱) · لی هه کیونگ · کیم وون جین · جونگ یه رین (جودوکار) · آن باول · هو می می · کیم جی سو (جودوکار) · لی جون هوان · هان جو یوپ · یون هیون جی · کیم ها یون · کیم مین جونگ (جودوکار) |

## پنج‌گانه مدرن
*   کشور میزبان (فرانسه)
| رتبه           | کشور           | طلا | نقره | برنز | مجموع |
| -------------- | -------------- | --- | ---- | ---- | ----- |
| ۱              | مجارستان       | ۱   | ۰    | ۰    | ۱     |
| ۱              | مصر            | ۱   | ۰    | ۰    | ۱     |
| ۳              | فرانسه         | ۰   | ۱    | ۰    | ۱     |
| ۳              | ژاپن           | ۰   | ۱    | ۰    | ۱     |
| ۵              | ایتالیا        | ۰   | ۰    | ۱    | ۱     |
| ۵              | کره جنوبی      | ۰   | ۰    | ۱    | ۱     |
| مجموع (۶ کشور) | مجموع (۶ کشور) | ۲   | ۲    | ۲    | ۶     |

### مدال‌آوران
| رویداد | طلا                    | نقره                 | برنز                      |
| مردان  | احمد الجندی · مصر      | تایشو ساتو · ژاپن    | جورجو مالان · ایتالیا     |
| زنان   | میشل گولیاش · مجارستان | الودی کلوول · فرانسه | سونگ سونگ مین · کره جنوبی |

## روئینگ
*   کشور میزبان (فرانسه)
| رتبه            | کشور                    | طلا | نقره | برنز | مجموع |
| --------------- | ----------------------- | --- | ---- | ---- | ----- |
| ۱               | هلند                    | ۴   | ۳    | ۱    | ۸     |
| ۲               | بریتانیای کبیر          | ۳   | ۲    | ۳    | ۸     |
| ۳               | رومانی                  | ۲   | ۳    | ۰    | ۵     |
| ۴               | نیوزیلند                | ۱   | ۲    | ۱    | ۴     |
| ۵               | آلمان                   | ۱   | ۰    | ۱    | ۲     |
| ۵               | ایالات متحده آمریکا     | ۱   | ۰    | ۱    | ۲     |
| ۵               | ایرلند                  | ۱   | ۰    | ۱    | ۲     |
| ۸               | کرواسی                  | ۱   | ۰    | ۰    | ۱     |
| ۹               | ایتالیا                 | ۰   | ۲    | ۰    | ۲     |
| ۱۰              | کانادا                  | ۰   | ۱    | ۰    | ۱     |
| –               | ورزشکاران بی‌طرف انفرادی | ۰   | ۱    | ۰    | ۱     |
| ۱۱              | یونان                   | ۰   | ۰    | ۲    | ۲     |
| ۱۲              | استرالیا                | ۰   | ۰    | ۱    | ۱     |
| ۱۲              | سوئیس                   | ۰   | ۰    | ۱    | ۱     |
| ۱۲              | لهستان                  | ۰   | ۰    | ۱    | ۱     |
| ۱۲              | لیتوانی                 | ۰   | ۰    | ۱    | ۱     |
| مجموع (۱۵ کشور) | مجموع (۱۵ کشور)         | ۱۴  | ۱۴   | ۱۴   | ۴۲    |

### مردان
| بازی‌ها                | طلا | نقره | برنز |
| انفرادی دو پارو       | اولیویر تسایدلر · آلمان | یوهنی زالاتی · ورزشکاران بی‌طرف انفرادی | سیمون فن دورپ · هلند |
| دونفره دو پارو        | رومانی · آندری کورنا · مارتین اناکه | هلند · ملوین توئلار · استف برونینک | ایرلند · دایر لینچ · فیلیپ دویل |
| چهارنفره دو پارو      | هلند · لنارت فن لیروپ · فین فلورین · تون ویتن · کون متسماکرس                                                                                     | ایتالیا · لوکا کیومنتو · لوکا رامبالدی · جاکومو جنتیلی · آندره‌آ پانیتزا                                                                     | لهستان · فابیان بارانسکی · متئوش بیسکوپ · دومینیک چایا · میروسواو زیتارسکی                                                                                    |
| دونفره تک پارو        | کرواسی · مارتین سینکوویچ · والنت سینکوویچ | بریتانیای کبیر · اولیور وین-گریفیت · توماس جورج                                                                                             | سوئیس · رومن روسلی · آندرین گولیش |
| چهارنفره تک پارو      | ایالات متحده آمریکا · نیک مید · جاستین بست · مایکل گریدی · لیام کاریگن                                                                           | نیوزیلند · الیور مکلین · لوگن اولریک · تام ماری · مت مک‌دونالد                                                                               | بریتانیای کبیر · الیور ویلکز · دیوید آمبلر · مت آلدریج · فردی داویدسون                                                                                        |
| هشت نفره تک پارو      | بریتانیای کبیر · مورگان بولدینگ · شولتو کارنگی · روری گیبز · توماس فورد · جیکوب دوسون · چارلز الویس · توماس دیگبی · جیمز رادکین · هری برایتمور c | هلند · رالف رینکس · اولاف مولنار · ساندر ده خراف · روبن کناب · خرت-یان فن دورن · یاکوب فن ده کرکهوف · یان فن در بی · میک ماکر · دیوکه فتر c | ایالات متحده آمریکا · هنری هالینگزوورث · نیکولاس راشر · کریستین تباش · کلارک دین · کریستوفر کارلسون · پیتر چتین · ایوان اولسون · پیتر کویینتون · رایلی میلن c |
| سبک‌وزن دونفره دو پارو | ایرلند · فینتان مک‌کارتی · پل اودونوان | ایتالیا · استفانو اوپو · گابریل سوارس | یونان · پتروس گایداتزیس · آنتونیوس پاپاکونستانتینو |

### زنان
| بازی‌ها                | طلا | نقره | برنز |
| انفرادی دو پارو       | کارولین فلورین · هلند | اما توئیگ · نیوزیلند | ویکتوریا سنکوته · لیتوانی |
| دونفره دو پارو        | نیوزیلند · بروک دانوهیو · لوسی اسپورز | رومانی · نیکولتا-آنکوتا بودنار · سیمونا رادیش | بریتانیای کبیر · ماتیلدا هاجکینز-برن · بکی وایلد |
| چهارنفره دو پارو      | بریتانیای کبیر · لورن هنری · هانا اسکوت · لولا اندرسون · جورجینا بریشو | هلند · لایلا یوسیفو · بنته پاولیس · روس ده یونگ · تسا دولمانس                                                                                    | آلمان · مارن فولتس · تابیا شندکل · لیونی منتسل · پیا گرایتن                                                                                                   |
| دونفره تک پارو        | هلند · ایمکیه کلورینگ · فرونیک میستر | رومانی · یوانا ورینچانو · رکسانا آنگل | استرالیا · جسیکا موریسون · آنابل مک‌اینتایر |
| چهارنفره تک پارو      | هلند · مارلوس اولدنبورخ · هرمینتیه درنت · تینکا اوفرینس · بنته بونسترا | بریتانیای کبیر · هلن گلوور · ازمی بوث · سامانتا ردگریو · ربکا شورتن                                                                              | نیوزیلند · جکی گولر · فیبی اسپورز · داوینا وادی · کری گاولر                                                                                                   |
| هشت‌نفره تک پارو       | رومانی · آدریانا آدام · رکسانا آنگل · آمالیا برش · نیکولتا-آنکوتا بودنار · ماریا-ماگدالنا روسو · ماریا تیووداریو · یوانا ورینچانو · سیمونا رادیش · ویکتوریا-اشتفانیا پترانو c | کانادا · ابیگیل دنت · کیلی فیلمر · کاشا گروچالا-وسیرسکی · مایا مشکولایت · سیدنی پین · جسیکا سویک · کریستینا واکر · اوالان ویستنیس · کریستن کیت c | بریتانیای کبیر · آنی کمپل-اورد · هولی دانفورد · امیلی فورد · لورن اروین (قایقران روئینگ) · هایدی لونگ · روئن مک‌کلر · ایو استوارت · هریت تیلور · هنری فیلدمن c |
| سبک‌وزن دونفره دو پارو | بریتانیای کبیر · امیلی کریگ · ایموجن گرانت | رومانی · جانینا فن خرونینگن · یونلا کوزمیوک | یونان · دیمیترا کونتو · زویی فیتسیو |

## راگبی ۷ نفره
*   کشور میزبان (فرانسه)
| رتبه           | کشور                | طلا | نقره | برنز | مجموع |
| -------------- | ------------------- | --- | ---- | ---- | ----- |
| ۱              | فرانسه*             | ۱   | ۰    | ۰    | ۱     |
| ۱              | نیوزیلند            | ۱   | ۰    | ۰    | ۱     |
| ۳              | فیجی                | ۰   | ۱    | ۰    | ۱     |
| ۳              | کانادا              | ۰   | ۱    | ۰    | ۱     |
| ۵              | آفریقای جنوبی       | ۰   | ۰    | ۱    | ۱     |
| ۵              | ایالات متحده آمریکا | ۰   | ۰    | ۱    | ۱     |
| مجموع (۶ کشور) | مجموع (۶ کشور)      | ۲   | ۲    | ۲    | ۶     |

### مدال‌آوران
| رویداد        | طلا | نقره | برنز |
| مسابقات مردان | فرانسه · واریان پاسکه · اندی تیمو · رایان ریبادژ · تئو فورنر · استفن پارز · پائولین ریوا · جفرسون لی جوزف · آنتونی زقدار · ارون گراندیدیر انکانانگ · جین پاسکال باراک · آنتوین دوپون · جردن سفو · نلسون اپه | فیجی · جوجی ناسوا · جویوا تالاسولو · جرمینا ماتانا · سولونی ماکنکاگی · یوسفو ماسی · پونپاتی لوگانیسماسی · تریو ویلاوا · وایسئا ناکوکو · جری تووای · یوانه تبا · کامینیلی راساکو · سلستین راووتائومادا · جوسایا رایسک · فیلیپه سوتوراگا | آفریقای جنوبی · کریستی گروبلار · رایان اوستویزن · تیمپی ویزر · زین داویدز · کوین نورتیه · تیان پرتوریس · تریستان لیدز · سلوین داویدز · اون ویلیامز · روزکو اسپکمن · سیویوه سوییزواپی · شیلتون وات ویک · رونالد براون |
| مسابقات زنان  | نیوزیلند · میکائلا بلاید · زمین فیلیکس هوتام · سارا هیرینی · تایلا ناتان-ونگ · جورجا یلر · مانایا نوکو · ماهینا پائل · ریسی پوری-لین · آلینا سایلی · ترزا فیتزپاتریک · استیسی فلولر · پورتیا وودمن          | کانادا · کارولینه کراسلی · الیویا آپس · آلیشا کوریگان · آسیا هوگان روچستر · کول دانیلز · چاریتی ویلیامز · فلورنس سیموندز · کاریسا نورتسن · کریستی اسکارفیلد · فانسی برمودز · پیپر لوگان · کیارا واردلی · تیلور پری · شالایا وانزوئلا   | ایالات متحده آمریکا · آلو کلتر · لارن دویله · کایلا کانت · کریستی کیرشه · ایلونا ماهر · آریانا رامزی · نایا تپر · آلنا اولسن · الکس سدریک · سامی سالیوان · سارا لوی · استفانی روتی                                   |

## قایقرانی بادبانی
*   کشور میزبان (فرانسه)
| رتبه           | NOC                 | طلا | نقره | برنز | مجموع |
| -------------- | ------------------- | --- | ---- | ---- | ----- |
| ۱              | هلند                | ۲   | ۰    | ۲    | ۴     |
| ۲              | اتریش               | ۲   | ۰    | ۰    | ۲     |
| ۲              | ایتالیا             | ۲   | ۰    | ۰    | ۲     |
| ۴              | استرالیا            | ۱   | ۱    | ۰    | ۲     |
| ۴              | اسرائیل             | ۱   | ۱    | ۰    | ۲     |
| ۶              | بریتانیای کبیر      | ۱   | ۰    | ۱    | ۲     |
| ۷              | اسپانیا             | ۱   | ۰    | ۰    | ۱     |
| ۸              | سوئد                | ۰   | ۱    | ۱    | ۲     |
| ۸              | فرانسه*             | ۰   | ۱    | ۱    | ۲     |
| ۸              | نیوزیلند            | ۰   | ۱    | ۱    | ۲     |
| ۱۱             | آرژانتین            | ۰   | ۱    | ۰    | ۱     |
| ۱۱             | اسلوونی             | ۰   | ۱    | ۰    | ۱     |
| ۱۱             | دانمارک             | ۰   | ۱    | ۰    | ۱     |
| ۱۱             | قبرس                | ۰   | ۱    | ۰    | ۱     |
| ۱۱             | ژاپن                | ۰   | ۱    | ۰    | ۱     |
| ۱۶             | ایالات متحده آمریکا | ۰   | ۰    | ۱    | ۱     |
| ۱۶             | سنگاپور             | ۰   | ۰    | ۱    | ۱     |
| ۱۶             | نروژ                | ۰   | ۰    | ۱    | ۱     |
| ۱۶             | پرو                 | ۰   | ۰    | ۱    | ۱     |
| مجموع (۱۹ NOC) | مجموع (۱۹ NOC)      | ۱۰  | ۱۰   | ۱۰   | ۳۰    |

### مردان
| رویداد       | طلا                                 | نقره                                     | برنز                                        |
| IQFoil       | تام روونی · اسرائیل                 | گری موریس · استرالیا                     | لوک فن اوپزلاند · هلند                      |
| Formula Kite | والنتین بونتوس · اتریش              | تونی وودیشک · اسلوونی                    | مکس میدر · سنگاپور                          |
| Laser        | متیو وارن · استرالیا                | پاولوس کونتیدس · قبرس                    | استفانو پسکیرا · پرو                        |
| 49er         | اسپانیا · دیگو بوتین · فلورین تریتل | نیوزیلند · آیزاک مک‌هاردی · ویلیام مک‌کنزی | ایالات متحده آمریکا · یان باروز · هانس هنکن |

### زنان
| رویداد       | طلا                               | نقره                           | برنز                                |
| IQFoil       | مارتا ماجتی · ایتالیا             | شارون کانتور · اسرائیل         | اما ویلسون · بریتانیای کبیر         |
| Formula Kite | الی آلدریج · بریتانیای کبیر       | لورین نولو · فرانسه            | آنلوس لامرتس · هلند                 |
| Laser Radial | ماریت بومیستر · هلند              | آن ماری ریندوم · دانمارک       | لینه فلم هست · نروژ                 |
| 49erFX       | هلند · اودیل فن آنهولت · آنت دوتز | سوئد · ویلما بوبک · ربکا نتزلر | فرانسه · سارا استیار · شارلین پیکون |

### مختلط
| رویداد   | طلا                                  | نقره                                     | برنز                                      |
| ۴۷۰      | اتریش · لارا وادلاو · لوکاس میار     | ژاپن · کیجو اوکادا · میهو یوشیوکا        | سوئد · آنتون دالبری · لوویسا کارلسون      |
| Nacra 17 | ایتالیا · روجرو تیتا · کاترینا بانتی | آرژانتین · متئو ماخدالانی · بوسکو اوخنیا | نیوزیلند · مایکا ویلکینسون · اریکا داوسون |

## تیراندازی
*   کشور میزبان (فرانسه)
| رتبه           | NOC                 | طلا | نقره | برنز | مجموع |
| -------------- | ------------------- | --- | ---- | ---- | ----- |
| ۱              | چین                 | ۵   | ۲    | ۳    | ۱۰    |
| ۲              | کره جنوبی           | ۳   | ۳    | ۰    | ۶     |
| ۳              | ایالات متحده آمریکا | ۱   | ۳    | ۱    | ۵     |
| ۴              | ایتالیا             | ۱   | ۲    | ۱    | ۴     |
| ۵              | بریتانیای کبیر      | ۱   | ۱    | ۰    | ۲     |
| ۶              | سوئیس               | ۱   | ۰    | ۱    | ۲     |
| ۶              | گواتمالا            | ۱   | ۰    | ۱    | ۲     |
| ۸              | شیلی                | ۱   | ۰    | ۰    | ۱     |
| ۸              | صربستان             | ۱   | ۰    | ۰    | ۱     |
| ۱۰             | اوکراین             | ۰   | ۱    | ۰    | ۱     |
| ۱۰             | ترکیه               | ۰   | ۱    | ۰    | ۱     |
| ۱۰             | سوئد                | ۰   | ۱    | ۰    | ۱     |
| ۱۰             | فرانسه              | ۰   | ۱    | ۰    | ۱     |
| ۱۴             | هند                 | ۰   | ۰    | ۳    | ۳     |
| ۱۵             | استرالیا            | ۰   | ۰    | ۱    | ۱     |
| ۱۵             | قزاقستان            | ۰   | ۰    | ۱    | ۱     |
| ۱۵             | مجارستان            | ۰   | ۰    | ۱    | ۱     |
| ۱۵             | چین تایپه           | ۰   | ۰    | ۱    | ۱     |
| ۱۵             | کرواسی              | ۰   | ۰    | ۱    | ۱     |
| مجموع (۱۹ NOC) | مجموع (۱۹ NOC)      | ۱۵  | ۱۵   | ۱۵   | ۴۵    |

### مردان
| رویداد                | طلا                                 | نقره                            | برنز                    |  |  |  |
| تپانچه بادی ۱۰ متر    | زی یو · چین                         | فدریکو نیلو مالدینی · ایتالیا   | پائولو مونا · ایتالیا   |  |  |  |
| تپانچه آتش‌سریع ۲۵ متر | لی یوئهونگ · چین                    | چو یونگ جه · کره جنوبی          | وانگ شینجیه · چین       |  |  |  |
|                       |                                     |                                 |                         |  |  |  |
| تفنگ بادی ۱۰ متر      | شنگ لیهائو · چین                    | ویکتور لیندگرن · سوئد           | میران ماریچیچ · کرواسی  |  |  |  |
| تفنگ سه وضعیت ۵۰ متر  | لیو یوکون · چین                     | سرگی کولیش · اوکراین            | سواپنیل کوساله · هند    |  |  |  |
|                       |                                     |                                 |                         |  |  |  |
| اسکیت                 | وینسنت هانکوک · ایالات متحده آمریکا | کانر پرنس · ایالات متحده آمریکا | لی منگ یوان · چین تایپه |  |  |  |
| تراپ                  | ناتان هالس · بریتانیای کبیر         | چی یینگ · چین                   | ژان پیر برول · گواتمالا |  |  |  |

### زنان
| رویداد               | طلا                      | نقره                             | برنز                             |  |  |  |
| تپانچه بادی ۱۰ متر   | اوه یه جین · کره جنوبی   | کیم یه جی · کره جنوبی            | مانو بهاکر · هند                 |  |  |  |
| تپانچه ۲۵ متر        | یانگ جی این · کره جنوبی  | کامیل جدرژیوسکی · فرانسه         | ورونیکا مایور · مجارستان         |  |  |  |
|                      |                          |                                  |                                  |  |  |  |
| تفنگ بادی ۱۰ متر     | بان هیو جین · کره جنوبی  | هوانگ یوتینگ · چین               | اودری گونیا · سوئیس              |  |  |  |
| تفنگ سه وضعیت ۵۰ متر | کیارا لئونه · سوئیس      | سیجن مدلین · ایالات متحده آمریکا | ژانگ چیونگ‌یه · چین               |  |  |  |
|                      |                          |                                  |                                  |  |  |  |
| اسکیت                | فرانسیسکا کرووتو · شیلی  | آمبر روتر · بریتانیای کبیر       | آستن اسمیت · ایالات متحده آمریکا |  |  |  |
| تراپ                 | آدریانا روانو · گواتمالا | سیلوانا استانکو · ایتالیا        | پنی اسمیت · استرالیا             |  |  |  |

### مختلط
| رویداد                  | طلا                                     | نقره                                             | برنز                                    |  |  |  |
| تپانچه بادی ۱۰ متر تیمی | صربستان · زورانا آرونوویچ · دامیر میکتس | ترکیه · شوال ایلایدا طارهان · یوسف دیکچ          | هند · مانو بهاکر · سارابجوت سینگ        |  |  |  |
|                         |                                         |                                                  |                                         |  |  |  |
| تفنگ بادی ۱۰ متر تیمی   | چین · هوانگ یوتینگ · شنگ لیهائو         | کره جنوبی · کئوم جی هیون · پارک‌ها جون            | قزاقستان · الکساندرا لی · اسلام ساتپایف |  |  |  |
|                         |                                         |                                                  |                                         |  |  |  |
| اسکیت تیمی              | ایتالیا · دیانا باکاسی · گابریله روزتی  | ایالات متحده آمریکا · آستن اسمیت · وینسنت هانکوک | چین · جیانگ یی‌تینگ · لیو جیان‌لین        |  |  |  |

## اسکیت‌بردینگ
*   کشور میزبان (فرانسه)
| رتبه           | کشور                | طلا | نقره | برنز | مجموع |
| -------------- | ------------------- | --- | ---- | ---- | ----- |
| ۱              | ژاپن                | ۲   | ۲    | ۰    | ۴     |
| ۲              | استرالیا            | ۲   | ۰    | ۰    | ۲     |
| ۳              | ایالات متحده آمریکا | ۰   | ۲    | ۱    | ۳     |
| ۴              | برزیل               | ۰   | ۰    | ۲    | ۲     |
| ۵              | بریتانیای کبیر      | ۰   | ۰    | ۱    | ۱     |
| مجموع (۵ کشور) | مجموع (۵ کشور)      | ۴   | ۴    | ۴    | ۱۲    |

### مدال‌آوران
| رویداد       | طلا                    | نقره                           | برنز                               |  |
| پارک مردان   | کیگان پالمر · استرالیا | تام شار · ایالات متحده آمریکا  | آوگوستو آکیو · برزیل               |  |
| پارک زنان    | آریسا ترو · استرالیا   | کوکونا هیراکی · ژاپن           | اسکای براون · بریتانیای کبیر       |  |
|              |                        |                                |                                    |  |
| خیابان مردان | یوتو هاریگومه · ژاپن   | جگر ایتن · ایالات متحده آمریکا | نایژه هیوستن · ایالات متحده آمریکا |  |
| خیابان زنان  | کوکو یوشیزاوا · ژاپن   | لیز آکاما · ژاپن               | رایسا لیال · برزیل                 |  |

## سنگ‌نوردی
*   کشور میزبان (فرانسه)
| رتبه           | کشور                | طلا | نقره | برنز | مجموع |
| -------------- | ------------------- | --- | ---- | ---- | ----- |
| ۱              | لهستان              | ۱   | ۰    | ۱    | ۲     |
| ۲              | اسلوونی             | ۱   | ۰    | ۰    | ۱     |
| ۲              | اندونزی             | ۱   | ۰    | ۰    | ۱     |
| ۲              | بریتانیای کبیر      | ۱   | ۰    | ۰    | ۱     |
| ۵              | چین                 | ۰   | ۲    | ۰    | ۲     |
| ۶              | ایالات متحده آمریکا | ۰   | ۱    | ۱    | ۲     |
| ۷              | ژاپن                | ۰   | ۱    | ۰    | ۱     |
| ۸              | اتریش               | ۰   | ۰    | ۲    | ۲     |
| مجموع (۸ کشور) | مجموع (۸ کشور)      | ۴   | ۴    | ۴    | ۱۲    |

### مدال‌آوران
| رویداد       | طلا                          | نقره                              | برنز                            |
| ترکیبی مردان | توبی رابرتز · بریتانیای کبیر | سوراتو آنراکو · ژاپن              | یاکوب شوبرت · اتریش             |
| ترکیبی زنان  | یانیا گارنبرت · اسلوونی      | بروک رابوتو · ایالات متحده آمریکا | جسیکا پیلتس · اتریش             |
| سرعت مردان   | ودریک لئوناردو · اندونزی     | وو پنگ (سنگ‌نورد) · چین            | سم واتسون · ایالات متحده آمریکا |
| سرعت زنان    | الکساندرا میروسلاو · لهستان  | دنگ لیجوان · چین                  | الکساندرا کالوکا · لهستان       |

## موج‌سواری
*   کشور میزبان (فرانسه)
| رتبه           | کشور                | طلا | نقره | برنز | مجموع |
| -------------- | ------------------- | --- | ---- | ---- | ----- |
| ۱              | فرانسه*             | ۱   | ۰    | ۱    | ۲     |
| ۲              | ایالات متحده آمریکا | ۱   | ۰    | ۰    | ۱     |
| ۳              | برزیل               | ۰   | ۱    | ۱    | ۲     |
| ۴              | استرالیا            | ۰   | ۱    | ۰    | ۱     |
| مجموع (۴ کشور) | مجموع (۴ کشور)      | ۲   | ۲    | ۲    | ۶     |

### مدال‌آوران
| رویداد | طلا                                 | نقره                             | برنز                 |
| مردان  | کائولی واست · فرانسه                | جک رابینسون (موج‌سوار) · استرالیا | گابریل مدینا · برزیل |
| زنان   | کارولین مارکس · ایالات متحده آمریکا | تاتیانا وستون-وب · برزیل         | ژوان دوفه · فرانسه   |

## شنا
*   کشور میزبان (فرانسه)
| رتبه            | کشور                | طلا | نقره | برنز | مجموع |
| --------------- | ------------------- | --- | ---- | ---- | ----- |
| ۱               | ایالات متحده آمریکا | ۸   | ۱۳   | ۷    | ۲۸    |
| ۲               | استرالیا            | ۷   | ۹    | ۳    | ۱۹    |
| ۳               | فرانسه*             | ۴   | ۱    | ۲    | ۷     |
| ۴               | کانادا              | ۳   | ۲    | ۳    | ۸     |
| ۵               | مجارستان            | ۳   | ۱    | ۱    | ۵     |
| ۶               | چین                 | ۲   | ۳    | ۷    | ۱۲    |
| ۷               | ایتالیا             | ۲   | ۱    | ۳    | ۶     |
| ۸               | سوئد                | ۲   | ۰    | ۰    | ۲     |
| ۹               | بریتانیای کبیر      | ۱   | ۴    | ۰    | ۵     |
| ۱۰              | آلمان               | ۱   | ۱    | ۱    | ۳     |
| ۱۱              | آفریقای جنوبی       | ۱   | ۱    | ۰    | ۲     |
| ۱۲              | ایرلند              | ۱   | ۰    | ۲    | ۳     |
| ۱۲              | هلند                | ۱   | ۰    | ۲    | ۳     |
| ۱۴              | رومانی              | ۱   | ۰    | ۱    | ۲     |
| ۱۵              | ژاپن                | ۰   | ۱    | ۰    | ۱     |
| ۱۵              | یونان               | ۰   | ۱    | ۰    | ۱     |
| ۱۷              | هنگ کنگ             | ۰   | ۰    | ۲    | ۲     |
| ۱۸              | سوئیس               | ۰   | ۰    | ۱    | ۱     |
| ۱۸              | کره جنوبی           | ۰   | ۰    | ۱    | ۱     |
| مجموع (۱۹ کشور) | مجموع (۱۹ کشور)     | ۳۷  | ۳۸   | ۳۶   | ۱۱۱   |

### مردان
| رویداد                 | طلا | طلا              | نقره | نقره       | برنز | برنز                                                 |
| ۵۰ متر آزاد            | کامرون مک‌اووی · استرالیا | ۲۱٫۲۵            | بن پرواد · بریتانیای کبیر | ۲۱٫۳۰      | فلوران مانودو · فرانسه | ۲۱٫۵۶                                                |
| ۱۰۰ متر آزاد           | پان ژانله · چین | 46.40 ر.ج        | کایل چالمرز · استرالیا | ۴۷٫۴۸      | دیوید پوپوویچی · رومانی | ۴۷٫۴۹                                                |
| ۲۰۰ متر آزاد           | دیوید پوپوویچی · رومانی | ۱:۴۴٫۷۲          | متیو ریچاردز · بریتانیای کبیر | ۱:۴۴٫۷۴    | لوک هابسون · ایالات متحده آمریکا | ۱:۴۴٫۷۹                                              |
| ۴۰۰ متر آزاد           | لوکاس مرتنس · آلمان | ۳:۴۱٫۷۸          | ایلایجا وینینگتون · استرالیا | ۳:۴۲٫۲۱    | کیم وو مین · کره جنوبی | ۳:۴۲٫۵۰                                              |
| ۸۰۰ متر آزاد           | دنیل ویفن · ایرلند | ۷:۳۸٫۱۹ ر. ا     | رابرت فینکه · ایالات متحده آمریکا | ۷:۳۸٫۷۵    | گرگوریو پالترینیری · ایتالیا | ۷:۳۹٫۳۸                                              |
| ۱۵۰۰ متر آزاد          | رابرت فینکه · ایالات متحده آمریکا | 14:30.67 ر.ج     | گرگوریو پالترینیری · ایتالیا | ۱۴:۳۴٫۵۵   | دنیل ویفن · ایرلند | ۱۴:۳۹٫۶۳                                             |
|                        | |                  | |            | |                                                      |
| ۱۰۰ متر کرال پشت       | توماس چکون · ایتالیا | ۵۲٫۰۰            | شو جیایو · چین | ۵۲٫۳۲      | رایان مورفی (شناگر) · ایالات متحده آمریکا | ۵۲٫۳۹                                                |
| ۲۰۰ متر کرال پشت       | هوبرت کوش · مجارستان | ۱:۵۴٫۲۶          | آپوستولوس خریستو · یونان | ۱:۵۴٫۸۲ NR | رومن میتیوکوف · سوئیس | 1:54.85 NR                                           |
|                        | |                  | |            | |                                                      |
| ۱۰۰ متر قورباغه        | نیکولو مارتیننگی · ایتالیا | ۵۹٫۰۳            | آدام پیتی · بریتانیای کبیرنیک فینک · ایالات متحده آمریکا | ۵۹٫۰۵      | جایزه‌ای داده نشد به دلیل نتیجه برابر برای مدال نقره.                                                                                               | جایزه‌ای داده نشد به دلیل نتیجه برابر برای مدال نقره. |
| ۲۰۰ متر قورباغه        | لئون مارشان · فرانسه | ۲:۰۵٫۸۵ ر. ا, ER | زاک استابلتی-کوک · استرالیا | ۲:۰۶٫۷۹    | کاسپار کورباو · هلند | ۲:۰۷٫۹۰                                              |
|                        | |                  | |            | |                                                      |
| ۱۰۰ متر پروانه         | کریستوف میلاک · مجارستان | ۴۹٫۹۰            | جاشوا لیندو · کانادا | 49.99 NR   | ایلیا هارون · کانادا | ۵۰٫۴۵                                                |
| ۲۰۰ متر پروانه         | لئون مارشان · فرانسه | ۱:۵۱٫۲۱ ر. ا, NR | کریستوف میلاک · مجارستان | ۱:۵۱٫۷۵    | ایلیا هارون · کانادا | 1:52.80 NR                                           |
|                        | |                  | |            | |                                                      |
| ۲۰۰ متر مختلط انفرادی  | لئون مارشان · فرانسه | ۱:۵۴٫۰۶ ر. ا, ER | دانکن اسکات · بریتانیای کبیر | ۱:۵۵٫۳۱    | وانگ شون · چین | ۱:۵۶٫۰۰                                              |
| ۴۰۰ متر مختلط انفرادی  | لئون مارشان · فرانسه | ۴:۰۲٫۹۵ ر. ا     | تومویوکی ماتسوشیتا · ژاپن | ۴:۰۸٫۶۲    | کارسون فاستر · ایالات متحده آمریکا | ۴:۰۸٫۶۶                                              |
|                        | |                  | |            | |                                                      |
| ۱۰۰×۴ متر آزاد امدادی  | ایالات متحده آمریکا · جک الکسی (۴۷٫۶۷) · کریس جولیانو (۴۷٫۳۳) · هانتر آرمسترانگ (۴۶٫۷۵) · کائلب درسل (۴۷٫۵۳) · رایان هلد[b] · مت کینگ[b] | ۳:۰۹٫۲۸          | استرالیا · جک کارترایت (۴۸٫۰۳) · فلین ساوتم (۴۸٫۰۰) · کای تیلور (۴۷٫۷۳) · کایل چالمرز (۴۶٫۵۹) · ویلیام یانگ[b]                                                         | ۳:۱۰٫۳۵    | ایتالیا · آلساندرو می‌رسی (۴۸٫۰۴) · توماس چکون (۴۷٫۴۴) · پائولو کونته بونین (۴۸٫۱۶) · مانوئل فریگو (۴۷٫۰۶) · لورنتسو زاتزری[b] · لئوناردو دپلانو[b] | ۳:۱۰٫۷۰                                              |
| ۲۰۰×۴ متر آزاد امدادی  | بریتانیای کبیر · جیمز گای (۱:۴۵٫۰۹) · توماس دین (۱:۴۵٫۲۸) · متیو ریچاردز (۱:۴۵٫۱۱) · دانکن اسکات (۱:۴۳٫۹۵) · کیرن برد[b] · جک مک‌میلان[b] | ۶:۵۹٫۴۳          | ایالات متحده آمریکا · لوک هابسون (۱:۴۵٫۵۵) · کارسون فاستر (۱:۴۵٫۳۱) · درو کیبلر (۱:۴۵٫۱۲) · کیرن اسمیت (۱:۴۴٫۸۰) · بروکس کاری · بلیک پیرونی · کریس جولیانو             | ۷:۰۰٫۷۸    | استرالیا · ماکسیمیلیان جولیانی (۱:۴۵٫۹۹) · فلین ساوتم (۱:۴۵٫۵۳) · ایلایجا وینینگتون (۱:۴۵٫۱۹) · توماس نیل (۱:۴۵٫۲۷)                                | ۷:۰۱٫۹۸                                              |
| ۱۰۰×۴ متر مختلط امدادی | چین · شو جیایو (۵۲٫۳۷) · چین های‌یانگ (۵۷٫۹۸) · سون جیاجون (۵۱٫۱۹) · پان ژانله (۴۵٫۹۲) · وانگ چانگهائو[b]                                 | ۳:۲۷٫۴۶          | ایالات متحده آمریکا · رایان مورفی (شناگر) (۵۲٫۴۴) · نیک فینک (۵۸٫۹۷) · کائلب درسل (۴۹٫۴۱) · هانتر آرمسترانگ (۴۷٫۱۹) · چارلی سوانسون[b] · توماس هایلمن[b] · جک الکسی[b] | ۳:۲۸٫۰۱    | فرانسه · یوان اندویه-بروار (۵۲٫۶۰) · لئون مارشان (۵۸٫۶۲) · ماکسیم گروسه (۴۹٫۵۷) · فلوران مانودو (۴۷٫۵۹) · کلمان سکی[b] · رافائل فنته-دامرس[b]      | ۳:۲۸٫۳۸ NR                                           |
|                        | |                  | |            | |                                                      |
| ۱۰ کیلومتر آب‌های آزاد  | کریشتوف راشوفسکی · مجارستان | ۱:۵۰:۵۲٫۷        | الیور کلمت · آلمان | ۱:۵۰:۵۴٫۸  | دیوید بتلهم · مجارستان | ۱:۵۱:۰۹٫۰                                            |

### زنان
| رویداد                 | طلا | طلا                 | نقره | نقره        | برنز | برنز         |
| ۵۰ متر آزاد            | سارا خستروم · سوئد | ۲۳٫۷۱               | مگ هریس · استرالیا | ۲۳٫۹۷       | ژانگ یوفی · چین | ۲۴           |
| ۱۰۰ متر آزاد           | سارا خستروم · سوئد | ۵۲٫۱۶               | توری هاسکه · ایالات متحده آمریکا | ۵۲٫۲۹       | شوان هاوهی · هنگ کنگ | ۵۲٫۳۳        |
| ۲۰۰ متر آزاد           | مالی اوکلاهن · استرالیا | ۱:۵۳٫۲۷ ر.ک         | آریارن تیتموس · استرالیا | ۱:۵۳٫۸۳     | شوان هاوهی · هنگ کنگ | ۱:۵۴٫۵۵      |
| ۴۰۰ متر آزاد           | آریارن تیتموس · استرالیا | ۳:۵۷٫۴۹             | سامر مکینتاش · کانادا | ۳:۵۸٫۳۷     | کیتی لدکی · ایالات متحده آمریکا | ۴:۰۰٫۸۶      |
| ۸۰۰ متر آزاد           | کیتی لدکی · ایالات متحده آمریکا | ۸:۱۱٫۰۴             | آریارن تیتموس · استرالیا | ۸:۱۲٫۲۹ OC  | پیج مدن · ایالات متحده آمریکا | ۸:۱۳٫۰۰      |
| ۱۵۰۰ متر آزاد          | کیتی لدکی · ایالات متحده آمریکا | ۱۵:۳۰٫۰۲ ر.ک        | آناستازیا کیرپیچنیکووا · فرانسه | ۱۵:۴۰٫۳۵ NR | ایزابل ماری گوزه · آلمان | ۱۵:۴۱٫۱۶ 'NR |
|                        | |                     | |             | |              |
| ۱۰۰ متر کرال پشت       | کیلی مک‌کیون · استرالیا | ۵۷٫۳۳ ر.ک, =OC      | ریگن اسمیت · ایالات متحده آمریکا | ۵۷٫۶۶       | کاتارین برکوف · ایالات متحده آمریکا | ۵۷٫۹۸        |
| ۲۰۰ متر کرال پشت       | کیلی مک‌کیون · استرالیا | ۲:۰۳٫۷۳ ر.ک         | ریگن اسمیت · ایالات متحده آمریکا | ۲:۰۴٫۲۶     | کایلی مس · کانادا | ۲:۰۵٫۵۷      |
|                        | |                     | |             | |              |
| ۱۰۰ متر قورباغه        | تاتیانا شونماکر · آفریقای جنوبی | ۱:۰۵٫۲۸             | تانگ چیان‌تینگ · چین | ۱:۰۵٫۵۴     | مونا مک‌شری · ایرلند | ۱:۰۵٫۵۹      |
| ۲۰۰ متر قورباغه        | کیت داگلاس · ایالات متحده آمریکا | 2:19.24 AM          | تاتیانا شونماکر · آفریقای جنوبی | ۲:۱۹٫۶۰     | تس اسخوتن · هلند | ۲:۲۱٫۰۵      |
|                        | |                     | |             | |              |
| ۱۰۰ متر پروانه         | توری هاسکه · ایالات متحده آمریکا | ۵۵٫۵۹               | گرچن والش · ایالات متحده آمریکا | ۵۵٫۶۳       | ژانگ یوفی · چین | ۵۶٫۲۱        |
| ۲۰۰ متر پروانه         | سامر مکینتاش · کانادا | ۲:۰۳٫۰۳ ر.ک, WJ, AM | ریگن اسمیت (شناگر) · ایالات متحده آمریکا | ۲:۰۳٫۸۴ NR  | ژانگ یوفی (شناگر) · چین | ۲:۰۵٫۰۹      |
|                        | |                     | |             | |              |
| ۲۰۰ متر مختلط انفرادی  | سامر مکینتاش · کانادا | ۲:۰۶٫۵۶ ر.ک, WJ, NR | کیت داگلاس · ایالات متحده آمریکا | ۲:۰۶٫۹۲     | کیلی مک‌کیون · استرالیا | ۲:۰۸٫۰۸      |
| ۴۰۰ متر مختلط انفرادی  | سامر مکینتاش · کانادا | ۴:۲۷٫۷۱             | کیتی گرایمز · ایالات متحده آمریکا | ۴:۳۳٫۴۰     | اما وینت · ایالات متحده آمریکا | ۴:۳۴٫۹۳      |
|                        | |                     | |             | |              |
| ۱۰۰×۴ متر آزاد امدادی  | استرالیا · مالی اوکلاهن (۵۲٫۲۴) · شاینا جک (۵۲٫۳۵) · اما مک‌کئون (۵۲٫۳۹) · مگ هریس (۵۱٫۹۴) · اولیویا وانچ[b] · برونته کمپل[b]                                                      | ۳:۲۸٫۹۲ ر.ک         | ایالات متحده آمریکا · کیت داگلاس (۵۲٫۹۸) · گرچن والش (۵۲٫۵۵) · توری هاسکه (۵۲٫۰۶) · سیمونه مانوئل (۵۲٫۶۱) · ابی ویتزیل[b] · اریکا براون[b]                           | ۳:۳۰٫۲۰ AM  | چین · یانگ جونشوان (۵۲٫۴۸) · چنگ یوجیه (۵۲٫۷۶) · ژانگ یوفی (شناگر) (۵۲٫۷۵) · وو چینگ‌فنگ (۵۲٫۳۱) · یو یی‌تینگ[b]                             | ۳:۳۰٫۳۰ AS   |
| ۲۰۰×۴ متر آزاد امدادی  | استرالیا · مالی اوکلاهن (۱:۵۳٫۵۲) · لانی پلستر (۱:۵۵٫۶۱) · بریانا تروسل (۱:۵۶٫۰۰) · آریارن تیتموس (۱:۵۲٫۹۵) · جیمی پرکینز[b] · شاینا جک[b]                                        | ۷:۳۸٫۰۸ ر.ک         | ایالات متحده آمریکا · کلر واینستین (۱:۵۴٫۸۸) · پیج مدن (۱:۵۵٫۶۳) · کیتی لدکی (۱:۵۴٫۹۳) · ارین گمل (۱:۵۵٫۴۰) · آنا پپلوفسکی[b] · سیمونه مانوئل[b] · الکس شکل[b]       | ۷:۴۰٫۸۶     | چین · یانگ جونشوان (۱:۵۴٫۵۲) · لی بینگجیه (۱:۵۵٫۰۵) · گه چوتونگ (۱:۵۷٫۴۵) · لیو یاشین (۱:۵۵٫۳۲) · تانگ موهان[b] · کونگ یاچی[b]             | ۷:۴۲٫۳۴      |
| ۱۰۰×۴ متر مختلط امدادی | ایالات متحده آمریکا · ریگن اسمیت (شناگر) (۵۷٫۲۸) ر.ک · لیلی کینگ (۱:۰۴٫۹۰) · گرچن والش (۵۵٫۰۳) · توری هاسکه (۵۲٫۴۲) · کاتارین برکوف[b] · اما وبر[b] · الکس شکل[b] · کیت داگلاس[b] | ۳:۴۹٫۶۳ ر.ج         | استرالیا · کیلی مک‌کیون (۵۷٫۷۲) · جنا استراچ (۱:۰۷٫۳۱) · اما مک‌کئون (۵۶٫۲۵) · مالی اوکلاهن (۵۱٫۸۳) · آینا اندرسون[b] · الا رمزی[b] · الکساندرا پرکینز[b] · مگ هریس[b] | ۳:۵۳٫۱۱     | چین · وان لتیان (59.81) · تانگ چیان‌تینگ (۱:۰۵٫۷۹) · ژانگ یوفی (۵۵٫۵۲) · یانگ جونشوان (۵۲٫۱۱) · وانگ شوئر[b] · یو یی‌تینگ[b] · وو چینگ‌فنگ[b] | ۳:۵۳٫۲۳      |
|                        | |                     | |             | |              |
| ۱۰ کیلومتر آب‌های آزاد  | شارون فن روندال · هلند | ۲:۰۳:۳۴٫۲           | موئشا جانسون · استرالیا | ۲:۰۳:۳۹٫۷   | جینورا تادئوچی · ایتالیا | ۲:۰۳:۴۲٫۸    |

### مختلط
| رویداد                 | طلا | طلا         | نقره | نقره       | برنز | برنز       |
| ۱۰۰×۴ متر مختلط امدادی | ایالات متحده آمریکا · رایان مورفی (۵۲٫۰۸) · نیک فینک (۵۸٫۲۹) · گرچن والش (۵۵٫۱۸) · توری هاسکه (۵۱٫۸۸) · ریگن اسمیت (شناگر)[b] · چارلی سوانسون[b] · کائلب درسل[b] · ابی ویتزیل[b] | ۳:۳۷٫۴۳ ر.ج | چین · شو جیایو (۵۲٫۱۳) · چین های‌یانگ (57.82) · ژانگ یوفی (شناگر) (۵۵٫۶۴) · یانگ جونشوان (۵۱٫۹۶) · تانگ چیان‌تینگ[b] · پان ژانله[b] | ۳:۳۷٫۵۵ AS | استرالیا · کیلی مک‌کیون (۵۷٫۹۰) · جاشوا یانگ (۵۸٫۴۳) · متیو تمپل (۵۰٫۴۲) · مالی اوکلاهن (۵۲٫۰۱) · آینا اندرسون[b] · زاک استابلتی-کوک[b] · اما مک‌کئون[b] · کایل چالمرز[b] | ۳:۳۸٫۷۶ OC |

## تنیس روی میز
*   کشور میزبان (فرانسه)
| رتبه           | کشور           | طلا | نقره | برنز | مجموع |
| -------------- | -------------- | --- | ---- | ---- | ----- |
| ۱              | چین            | ۵   | ۱    | ۰    | ۶     |
| ۲              | سوئد           | ۰   | ۲    | ۰    | ۲     |
| ۳              | ژاپن           | ۰   | ۱    | ۱    | ۲     |
| ۴              | کره شمالی      | ۰   | ۱    | ۰    | ۱     |
| ۵              | فرانسه*        | ۰   | ۰    | ۲    | ۲     |
| ۵              | کره جنوبی      | ۰   | ۰    | ۲    | ۲     |
| مجموع (۶ کشور) | مجموع (۶ کشور) | ۵   | ۵    | ۵    | ۱۵    |

### مدال‌آوران
| رویداد        | طلا                                     | نقره                                                  | برنز                                            |
| انفرادی مردان | فان ژن‌دونگ · چین                        | ترولس ماروگورد · سوئد                                 | فلیکس لبرا · فرانسه                             |
| تیمی مردان    | چین · فان ژن‌دونگ · ما لونگ · وانگ چوچین | سوئد · آنتون کلبری · کریستین کارلسون · ترولس ماروگورد | فرانسه · سیمون گاوزی · الکسی لوبرا · فلیکس لبرا |
|               |                                         |                                                       |                                                 |
| انفرادی زنان  | چن منگ · چین                            | سون یینگشا · چین                                      | هینا هایاتا · ژاپن                              |
| تیمی زنان     | چین · سون یینگشا · وانگ مانیو · چن منگ  | ژاپن · هینا هایاتا · میوا هاریموتو · میو هیرانو       | کره جنوبی · شین یو بین · جون جی هی · لی اون هه  |
|               |                                         |                                                       |                                                 |
| دونفره مختلط  | چین · وانگ چوچین · سون یینگشا           | کره شمالی · ری جونگ شیک · کیم کوم یونگ                | کره جنوبی · لیم جونگ هون · شین یو بین           |

## تکواندو
*   کشور میزبان (فرانسه)
| رتبه           | NOC                 | طلا | نقره | برنز | مجموع |
| -------------- | ------------------- | --- | ---- | ---- | ----- |
| ۱              | کره جنوبی           | ۲   | ۰    | ۱    | ۳     |
| ۲              | ایران               | ۱   | ۲    | ۱    | ۴     |
| ۳              | ازبکستان            | ۱   | ۱    | ۰    | ۲     |
| ۴              | تونس                | ۱   | ۰    | ۱    | ۲     |
| ۴              | فرانسه*             | ۱   | ۰    | ۱    | ۲     |
| ۶              | تایلند              | ۱   | ۰    | ۰    | ۱     |
| ۶              | مجارستان            | ۱   | ۰    | ۰    | ۱     |
| ۸              | چین                 | ۰   | ۱    | ۱    | ۲     |
| ۹              | اردن                | ۰   | ۱    | ۰    | ۱     |
| ۹              | بریتانیای کبیر      | ۰   | ۱    | ۰    | ۱     |
| ۹              | جمهوری آذربایجان    | ۰   | ۱    | ۰    | ۱     |
| ۹              | صربستان             | ۰   | ۱    | ۰    | ۱     |
| ۱۳             | ایالات متحده آمریکا | ۰   | ۰    | ۱    | ۱     |
| ۱۳             | ایتالیا             | ۰   | ۰    | ۱    | ۱     |
| ۱۳             | برزیل               | ۰   | ۰    | ۱    | ۱     |
| ۱۳             | بلغارستان           | ۰   | ۰    | ۱    | ۱     |
| ۱۳             | بلژیک               | ۰   | ۰    | ۱    | ۱     |
| ۱۳             | ترکیه               | ۰   | ۰    | ۱    | ۱     |
| ۱۳             | دانمارک             | ۰   | ۰    | ۱    | ۱     |
| ۱۳             | ساحل عاج            | ۰   | ۰    | ۱    | ۱     |
| ۱۳             | کانادا              | ۰   | ۰    | ۱    | ۱     |
| ۱۳             | کرواسی              | ۰   | ۰    | ۱    | ۱     |
| ۱۳             | کوبا                | ۰   | ۰    | ۱    | ۱     |
| مجموع (۲۳ NOC) | مجموع (۲۳ NOC)      | ۸   | ۸    | ۱۶   | ۳۲    |

### مردان
| رویداد      | طلا                      | نقره                            | برنز                      |
| ۵۸ کیلوگرم  | پارک ته جون · کره جنوبی  | هاشم محمداف · جمهوری آذربایجان  | سیریان راوه · فرانسه      |
| ۵۸ کیلوگرم  | پارک ته جون · کره جنوبی  | هاشم محمداف · جمهوری آذربایجان  | محمد خلیل الجندوبی · تونس |
| ۶۸ کیلوگرم  | الغ‌بیگ رشیدوف · ازبکستان | زید کریم · اردن                 | لیانگ یوشوای · چین        |
| ۶۸ کیلوگرم  | الغ‌بیگ رشیدوف · ازبکستان | زید کریم · اردن                 | ادیوال پونتس · برزیل      |
| ۸۰ کیلوگرم  | فراس قطوسی · تونس        | مهران برخورداری · ایران         | سیمون آلسیو · ایتالیا     |
| ۸۰ کیلوگرم  | فراس قطوسی · تونس        | مهران برخورداری · ایران         | ادی هرنیچ · دانمارک       |
| ۸۰+ کیلوگرم | آرین سلیمی · ایران       | کیدن کونینگهام · بریتانیای کبیر | رافائل آلبا · کوبا        |
| ۸۰+ کیلوگرم | آرین سلیمی · ایران       | کیدن کونینگهام · بریتانیای کبیر | شیک صلاح سیسه · ساحل عاج  |

### زنان
| رویداد      | طلا                            | نقره                         | برنز                                 |
| ۴۹ کیلوگرم  | پانیپاک وونگپاتاناکیت · تایلند | گو چینگ · چین                | مبینا نعمت‌زاده · ایران               |
| ۴۹ کیلوگرم  | پانیپاک وونگپاتاناکیت · تایلند | گو چینگ · چین                | لنا استویکوویچ · کرواسی              |
| ۵۷ کیلوگرم  | کیم یو جین · کره جنوبی         | ناهید کیانی · ایران          | اسکایلر پارک · کانادا                |
| ۵۷ کیلوگرم  | کیم یو جین · کره جنوبی         | ناهید کیانی · ایران          | کیمیا علیزاده · بلغارستان            |
| ۶۷ کیلوگرم  | ویویانا مارتون · مجارستان      | الکساندرا پریشیچ · صربستان   | کریستینا تیچات · ایالات متحده آمریکا |
| ۶۷ کیلوگرم  | ویویانا مارتون · مجارستان      | الکساندرا پریشیچ · صربستان   | سارا شعری · بلژیک                    |
| ۶۷+ کیلوگرم | آلتئا لورین · فرانسه           | اسوتلانا اوسیپووا · ازبکستان | لی دا-بین · کره جنوبی                |
| ۶۷+ کیلوگرم | آلتئا لورین · فرانسه           | اسوتلانا اوسیپووا · ازبکستان | نافیا کوش · ترکیه                    |

## تنیس
*   کشور میزبان (فرانسه)
| رتبه            | کشور                | طلا | نقره | برنز | مجموع |
| --------------- | ------------------- | --- | ---- | ---- | ----- |
| ۱               | چین                 | ۱   | ۱    | ۰    | ۲     |
| ۲               | ایتالیا             | ۱   | ۰    | ۱    | ۲     |
| ۳               | استرالیا            | ۱   | ۰    | ۰    | ۱     |
| ۳               | جمهوری چک           | ۱   | ۰    | ۰    | ۱     |
| ۳               | صربستان             | ۱   | ۰    | ۰    | ۱     |
| ۶               | اسپانیا             | ۰   | ۱    | ۱    | ۲     |
| ۶               | ایالات متحده آمریکا | ۰   | ۱    | ۱    | ۲     |
| ۸               | کرواسی              | ۰   | ۱    | ۰    | ۱     |
| ۹               | لهستان              | ۰   | ۰    | ۱    | ۱     |
| ۹               | کانادا              | ۰   | ۰    | ۱    | ۱     |
| مجموع (۱۰ کشور) | مجموع (۱۰ کشور)     | ۵   | ۴    | ۵    | ۱۴    |

### مدال‌آوران
| رویداد        | طلا                                               | نقره                                                   | برنز                                                 |
| انفرادی مردان | نواک جوکوویچ · صربستان                            | کارلوس آلکاراس · اسپانیا                               | لورنتسو موستی · ایتالیا                              |
| دونفره مردان  | استرالیا · ماتیو آبدان · جان پیرز                 | ایالات متحده آمریکا · آستین کرایسک · رجیو رام          | ایالات متحده آمریکا · تیلور فریتز · تامی پل          |
| انفرادی زنان  | ژنگ چین‌ون · چین                                   | دونا وکیچ · کرواسی                                     | ایگا شفیونتک · لهستان                                |
| دونفره زنان   | ایتالیا · سارا ارانی · جازمین پائولینی            | ورزشکاران بی‌طرف انفرادی · میرا آندریوا · دیانا اشنایدر | اسپانیا · کریستینا بوکسا · سارا سوریبس تورمو         |
| دونفره مختلط  | جمهوری چک (CZE) · کاترینا سینیاکووا · توماش ماخاچ | چین (CHN) · وانگ شین‌یو · ژانگ ژی‌ژن                     | کانادا (CAN) · فلیکس اوژه-الیاسیم · گابریلا دابروسکی |

## سه‌گانه
*   کشور میزبان (فرانسه)
| رتبه           | کشور                | طلا | نقره | برنز | مجموع |
| -------------- | ------------------- | --- | ---- | ---- | ----- |
| ۱              | بریتانیای کبیر      | ۱   | ۰    | ۲    | ۳     |
| ۲              | فرانسه*             | ۱   | ۰    | ۱    | ۲     |
| ۳              | آلمان               | ۱   | ۰    | ۰    | ۱     |
| ۴              | ایالات متحده آمریکا | ۰   | ۱    | ۰    | ۱     |
| ۴              | سوئیس               | ۰   | ۱    | ۰    | ۱     |
| ۴              | نیوزیلند            | ۰   | ۱    | ۰    | ۱     |
| مجموع (۶ کشور) | مجموع (۶ کشور)      | ۳   | ۳    | ۳    | ۹     |

### مدال‌آوران
| بازی‌ها        | طلا                                                     | طلا     | نقره                                                                       | نقره    | برنز                                                                | برنز    |
| انفرادی مردان | الکس یی · بریتانیای کبیر                                | ۱:۴۳:۳۳ | هیدن وایلد · نیوزیلند                                                      | ۱:۴۳:۳۹ | لئو برژر · فرانسه                                                   | ۱:۴۳:۴۳ |
| انفرادی زنان  | کساندر بوگرون · فرانسه                                  | ۱:۵۴:۵۵ | ژولی درو · سوئیس                                                           | ۱:۵۵:۰۱ | بث پاتر · بریتانیای کبیر                                            | ۱:۵۵:۱۰ |
| مختلط امدادی  | آلمان · تیم هلویگ · لیزا ترچ · لاسه لورس · لورا لیندمان | ۱:۲۵:۲۹ | ایالات متحده آمریکا · ست رایدر · تیلور اسپایوی · مورگان پیرسون · تیلور نیب | ۱:۲۵:۳۰ | بریتانیای کبیر · الکس یی · جورجیا تیلور-براون · سم دیکسون · بث پاتر | ۱:۲۵:۳۰ |

## والیبال
*   کشور میزبان (فرانسه)
| رتبه            | کشور                | طلا | نقره | برنز | مجموع |
| --------------- | ------------------- | --- | ---- | ---- | ----- |
| ۱               | برزیل               | ۱   | ۰    | ۱    | ۲     |
| ۲               | ایتالیا             | ۱   | ۰    | ۰    | ۱     |
| ۲               | سوئد                | ۱   | ۰    | ۰    | ۱     |
| ۲               | فرانسه*             | ۱   | ۰    | ۰    | ۱     |
| ۵               | ایالات متحده آمریکا | ۰   | ۱    | ۱    | ۲     |
| ۶               | آلمان               | ۰   | ۱    | ۰    | ۱     |
| ۶               | لهستان              | ۰   | ۱    | ۰    | ۱     |
| ۶               | کانادا              | ۰   | ۱    | ۰    | ۱     |
| ۹               | سوئیس               | ۰   | ۰    | ۱    | ۱     |
| ۹               | نروژ                | ۰   | ۰    | ۱    | ۱     |
| مجموع (۱۰ کشور) | مجموع (۱۰ کشور)     | ۴   | ۴    | ۴    | ۱۲    |

### مدال‌آوران

#### والیبال سالنی
| رویداد        | طلا | نقره | برنز |
| مسابقات مردان | فرانسه · بارتلمی شیننیز · جنیا گربنیکوف · ژان پتری · بنجامین تونیوتی · کوین تیلیه · اروین انگاپت · آنتوان بیزار · نیکولا لو گوف · تخور کلونو · یاسین لواتی · تئو فار · کانتن ژوفرا                                           | لهستان · لوکاس کاچمارک · بارتوش کورک · ویلفردو لئون · الکساندر شیوکا · گژگوش لوماش · یاکوب کوخانوفسکی · کامیل سمنیوک · پاوو زاتورسکی · مارچین یانوش · ماتئوش بینیک · توماش فورنال · نوربرت هوبر (بازیکن والیبال)                               | ایالات متحده آمریکا · مت اندرسون · آرون راسل · جفری جندریک · توری دیفالکو · میکا کریستنسون · ماکسول هولت · مایکا مائا · توماس جاشکی · گرت مواگوتوتیا · تیلور آوریل · دیوید اسمیت · اریک شوجی                                            |
| مسابقات زنان  | ایتالیا (ITA) · مارینا لوبیان · کارلوتا کامبی · مونیکا دجنارو · السیو اورو · کاترینا بوزتی · آنا دانسی · میریام سیلا · پائولا اگونو · سارا لوئیزا فار · لووت اومورویی · اکاترینا آنتروپوا · گایا جووانینی · ایلاریا اسپیریتو | ایالات متحده آمریکا (USA) · میشا هنکاک · جوردین پولتر · اوری اسکینر · جاستین وونگ-اورانتس · لورن کارلینی · جردن لارسون · آندرئا دروز · جردن تامپسون (بازیکن والیبال) · هیلی واشینگتن · دینا رتکه · کاترین پلامر · کلسی روبینسون · چیکا اوگبوگو | برزیل (BRA) · نیمه کوستا · دیانا دوارته · ماکریس کارنیرو · تایسا منزس · روسامریا مونتیبلر · روربرتا راتزکه · گابریلا گیمارائس · آنا کریستینا سوزا · ناتالیا آراوخو · آنا کارولینا داسیلوا · ژولیا برگمن · تاینارا سانتوس · لورنه تیشیرا |

#### والیبال ساحلی
| رویداد      | طلا                                | نقره                                           | برنز                              |
| ساحلی مردان | سوئد · دیوید اهمن · جاناتان هلویگ  | آلمان · نیلز ایلرس · کلمنس ویکلر               | نروژ · آندرس مول · کریستیان سوروم |
| ساحلی زنان  | برزیل · آنا پاتریسیا · دودا لیسبوا | کانادا · میلیسا هیومانا پاردس · برندی ویلکرسون | سوئیس · تانیا هیبرلی · نینا برونر |

## واترپلو
*   کشور میزبان (فرانسه)
| رتبه           | کشور                | طلا | نقره | برنز | مجموع |
| -------------- | ------------------- | --- | ---- | ---- | ----- |
| ۱              | اسپانیا             | ۱   | ۰    | ۰    | ۱     |
| ۱              | صربستان             | ۱   | ۰    | ۰    | ۱     |
| ۳              | استرالیا            | ۰   | ۱    | ۰    | ۱     |
| ۳              | کرواسی              | ۰   | ۱    | ۰    | ۱     |
| ۵              | ایالات متحده آمریکا | ۰   | ۰    | ۱    | ۱     |
| ۵              | هلند                | ۰   | ۰    | ۱    | ۱     |
| مجموع (۶ کشور) | مجموع (۶ کشور)      | ۲   | ۲    | ۲    | ۶     |

### مدال‌آوران
| رویداد        | طلا | نقره | برنز |
| مسابقات مردان | صربستان · رادوسلاو فیلیپویچ · دوشان ماندیچ · استراهینیا راشوویچ · ساوا رانجلوویچ · میلان چوک · نیکولا ددوویچ · رادومیر دراشویچ · نیکولا یاکشیچ · نمانیا اوبوویچ · نمانیا ویکو · پتار جاکشیچ · ویکتور راسویچ · ولادمیر میشوویچ | کرواسی · مارکو بیاچ · رینو بوریچ · لورن فاتویچ · لوکا لونچار · مارو یوکوویچ · لوکا بوکیچ · آنته ووکیچویک · مارکو زوولا · جرکو مارینیچ کراگیچ · جوزیپ ورلیچ · ماتیاس بلجاکا · کنستانتین خارکف · تونی پاپادیچ | ایالات متحده آمریکا · الکس بوون · لوکا کوپیدو · هاناس دابه · چیس دود · ریدر دود · بن هالوک · درو هالند · جانی هوپر (واترپلو) · ماکس ایروینگ · آلکس اوبرت · مارکو واویک · آدریان وینبرگ · دیلان وودهد                |
| مسابقات زنان  | اسپانیا · پائولا کاموس · پائولا کرسپی · آنی اسپار · لائورا استر · جودیت فورکا · مایکا گارسیا گودوی · پائولا لیتون · بئاتریس اورتیس · ماریا دل پیلار پنیا · نونا پرز · ایزابلا پیرالکووا · النا روئیس · مارتینا تره            | استرالیا · ابی اندروس · چارلی اندروس · زوئی آرانچینی · اله آرمیت · کیسجا گوفرس · سینا گرین · برونته هالیگان · سینا هیرن · دانیلا جاکوویچ · ماتیلدا کیرنس · گنویوه لونگمان · گابریلا پالم · الیس ویلیامز     | هلند · لارا آرتس · سارا بویس · کیتی لین جوسترا · مارتی کئونینگ · لولا مولهویجزن · بنته روگه · لیکه روگس · ویویان اسونیچ · بریگیته اسلیکینگ · نینا تن بروک · سیمونه وان د کراتس · سابرینا وان در اسلوت · ایریس وولوز |

## وزنه‌برداری
*   کشور میزبان (فرانسه)
| رتبه            | کشور                    | طلا | نقره | برنز | مجموع |
| --------------- | ----------------------- | --- | ---- | ---- | ----- |
| ۱               | چین                     | ۵   | ۰    | ۰    | ۵     |
| ۲               | ایالات متحده آمریکا     | ۱   | ۰    | ۱    | ۲     |
| ۲               | بلغارستان               | ۱   | ۰    | ۱    | ۲     |
| ۴               | اندونزی                 | ۱   | ۰    | ۰    | ۱     |
| ۴               | نروژ                    | ۱   | ۰    | ۰    | ۱     |
| ۴               | گرجستان                 | ۱   | ۰    | ۰    | ۱     |
| ۷               | تایلند                  | ۰   | ۲    | ۱    | ۳     |
| ۸               | کلمبیا                  | ۰   | ۲    | ۰    | ۲     |
| ۹               | ارمنستان                | ۰   | ۱    | ۰    | ۱     |
| ۹               | ازبکستان                | ۰   | ۱    | ۰    | ۱     |
| ۹               | رومانی                  | ۰   | ۱    | ۰    | ۱     |
| ۹               | مصر                     | ۰   | ۱    | ۰    | ۱     |
| ۹               | کانادا                  | ۰   | ۱    | ۰    | ۱     |
| ۹               | کره جنوبی               | ۰   | ۱    | ۰    | ۱     |
| ۱۵              | اکوادور                 | ۰   | ۰    | ۲    | ۲     |
| ۱۶              | ایتالیا                 | ۰   | ۰    | ۱    | ۱     |
| ۱۶              | بحرین                   | ۰   | ۰    | ۱    | ۱     |
| ۱۶              | بریتانیای کبیر          | ۰   | ۰    | ۱    | ۱     |
| ۱۶              | چین تایپه               | ۰   | ۰    | ۱    | ۱     |
| –               | ورزشکاران بی‌طرف انفرادی | ۰   | ۰    | ۱    | ۱     |
| مجموع (۱۹ کشور) | مجموع (۱۹ کشور)         | ۱۰  | ۱۰   | ۱۰   | ۳۰    |

### مردان
| رویداد       | طلا                       | طلا              | نقره                        | نقره    | برنز                                      | برنز    |
| ۶۱ کیلوگرم   | لی فابین · چین            | ۳۱۰ ک.گ          | تیراپونگ سیلاچای · تایلند   | ۳۰۳ ک.گ | همپتون موریس · ایالات متحده آمریکا        | ۲۹۸ ک.گ |
| ۷۳ کیلوگرم   | ریزکی جونیانسیا · اندونزی | ۳۵۴ ک.گ          | ویراپون ویچوما · تایلند     | ۳۴۶ ک.گ | بوژیدار آندریف · بلغارستان                | ۳۴۴ ک.گ |
| ۸۹ کیلوگرم   | کارلوس نصار · بلغارستان   | ۴۰۴ ک.گ ر.ج, ر.ک | جیسون لوپس · کلمبیا         | ۳۹۰ ک.گ | آنتونینو پیتزولاتو · ایتالیا              | ۳۸۴ ک.گ |
| ۱۰۲ کیلوگرم  | لیو هوانهوا · چین         | ۴۰۶ ک.گ          | اکبر ژورائف · ازبکستان      | ۴۰۴ ک.گ | یاوهنی سیخانتسو · ورزشکاران بی‌طرف انفرادی | ۴۰۲ ک.گ |
| ۱۰۲+ کیلوگرم | لاشا تالاخادزه · گرجستان  | ۴۷۰ ک.گ          | وارازدات لالایان · ارمنستان | ۴۶۷ ک.گ | گور میناسیان · بحرین                      | ۴۶۱ ک.گ |

### زنان
| رویداد      | طلا                                | طلا         | نقره                     | نقره    | برنز                        | برنز    |
| ۴۹ کیلوگرم  | هو ژیهوی · چین                     | ۲۰۶ ک.گ     | میهایله کامبی · رومانی   | ۲۰۵ ک.گ | سورودکانا کامبائو · تایلند  | ۲۰۰ ک.گ |
| ۵۹ کیلوگرم  | لو شیفانگ · چین                    | ۲۴۱ ک.گ ر.ک | مود شارون · کانادا       | ۲۳۶ ک.گ | کو سینگ چون · چین تایپه     | ۲۳۵ ک.گ |
| ۷۱ کیلوگرم  | اولیویا ریوس · ایالات متحده آمریکا | ۲۶۲ ک.گ     | ماری سانچس · کلمبیا      | ۲۵۷ ک.گ | آنگی پالاسیوس · اکوادور     | ۲۵۶ ک.گ |
| ۸۱ کیلوگرم  | سولفرید کواندا · نروژ              | ۲۷۵ ک.گ ر.ک | ساره احمد · مصر          | ۲۶۸ ک.گ | نیسی دایومس · اکوادور       | ۲۶۷ ک.گ |
| ۸۱+ کیلوگرم | لی ونون · چین                      | ۳۰۹ ک.گ     | پارک هه جونگ · کره جنوبی | ۲۹۹ ک.گ | امیلی کمپل · بریتانیای کبیر | ۲۸۸ ک.گ |

## کشتی
*   کشور میزبان (فرانسه)
| رتبه            | کشور                | طلا | نقره | برنز | مجموع |
| --------------- | ------------------- | --- | ---- | ---- | ----- |
| ۱               | ژاپن                | ۸   | ۱    | ۲    | ۱۱    |
| ۲               | ایران               | ۲   | ۴    | ۲    | ۸     |
| ۳               | ایالات متحده آمریکا | ۲   | ۲    | ۳    | ۷     |
| ۴               | بلغارستان           | ۲   | ۰    | ۰    | ۲     |
| ۵               | کوبا                | ۱   | ۱    | ۳    | ۵     |
| ۶               | گرجستان             | ۱   | ۱    | ۰    | ۲     |
| ۷               | ازبکستان            | ۱   | ۰    | ۱    | ۲     |
| ۸               | بحرین               | ۱   | ۰    | ۰    | ۱     |
| ۹               | اوکراین             | ۰   | ۲    | ۱    | ۳     |
| ۱۰              | قرقیزستان           | ۰   | ۱    | ۴    | ۵     |
| ۱۰              | چین                 | ۰   | ۱    | ۴    | ۵     |
| ۱۲              | ارمنستان            | ۰   | ۱    | ۱    | ۲     |
| ۱۳              | اکوادور             | ۰   | ۱    | ۰    | ۱     |
| ۱۳              | شیلی                | ۰   | ۱    | ۰    | ۱     |
| ۱۳              | قزاقستان            | ۰   | ۱    | ۰    | ۱     |
| ۱۳              | مولداوی             | ۰   | ۱    | ۰    | ۱     |
| ۱۷              | جمهوری آذربایجان    | ۰   | ۰    | ۳    | ۳     |
| ۱۸              | آلبانی              | ۰   | ۰    | ۲    | ۲     |
| ۱۸              | ترکیه               | ۰   | ۰    | ۲    | ۲     |
| ۱۸              | کره شمالی           | ۰   | ۰    | ۲    | ۲     |
| ۲۱              | دانمارک             | ۰   | ۰    | ۱    | ۱     |
| ۲۱              | نروژ                | ۰   | ۰    | ۱    | ۱     |
| ۲۱              | هند                 | ۰   | ۰    | ۱    | ۱     |
| ۲۱              | پورتوریکو           | ۰   | ۰    | ۱    | ۱     |
| ۲۱              | کلمبیا              | ۰   | ۰    | ۱    | ۱     |
| ۲۱              | یونان               | ۰   | ۰    | ۱    | ۱     |
| مجموع (۲۶ کشور) | مجموع (۲۶ کشور)     | ۱۸  | ۱۸   | ۳۶   | ۷۲    |

### مدال‌آوران

#### آزاد مردان
| رویداد      | طلا                        | نقره                            | برنز                                   |
| ۵۷ کیلوگرم  | ری هیگوچی · ژاپن           | اسپنسر لی · ایالات متحده آمریکا | امان سهراوات · هند                     |
| ۵۷ کیلوگرم  | ری هیگوچی · ژاپن           | اسپنسر لی · ایالات متحده آمریکا | غلام‌جان عبدالله‌یف · ازبکستان           |
| ۶۵ کیلوگرم  | کوتارو کیوکا · ژاپن        | رحمان عموزاد · ایران            | سباستین ریورا · پورتوریکو              |
| ۶۵ کیلوگرم  | کوتارو کیوکا · ژاپن        | رحمان عموزاد · ایران            | اسلام دودایف · آلبانی                  |
| ۷۴ کیلوگرم  | رازامبک جمال‌اف · ازبکستان  | دایچی تاکاتانی · ژاپن           | کایل دیک · ایالات متحده آمریکا         |
| ۷۴ کیلوگرم  | رازامبک جمال‌اف · ازبکستان  | دایچی تاکاتانی · ژاپن           | چرمن ولیف · آلبانی                     |
| ۸۶ کیلوگرم  | ماگومد رمضان‌اف · بلغارستان | حسن یزدانی · ایران              | ائرن بروکس · ایالات متحده آمریکا       |
| ۸۶ کیلوگرم  | ماگومد رمضان‌اف · بلغارستان | حسن یزدانی · ایران              | دوران کوراگلیف · یونان                 |
| ۹۷ کیلوگرم  | احمد تاژدینوف · بحرین      | گیوی ماتچاراشویلی · گرجستان     | محمدخان محمدوف · جمهوری آذربایجان      |
| ۹۷ کیلوگرم  | احمد تاژدینوف · بحرین      | گیوی ماتچاراشویلی · گرجستان     | امیرعلی آذرپیرا · ایران                |
| ۱۲۵ کیلوگرم | گنو پتریاشویلی · گرجستان   | امیرحسین زارع · ایران           | طاها آق‌گل · ترکیه                      |
| ۱۲۵ کیلوگرم | گنو پتریاشویلی · گرجستان   | امیرحسین زارع · ایران           | گئورگی مشویلدیشویلی · جمهوری آذربایجان |

#### فرنگی مردان
| رویداد      | طلا                     | نقره                       | برنز                           |
| ۶۰ کیلوگرم  | کنیچیرو فومیتا · ژاپن   | کائو لیگو · چین            | ژولامان شارشنبکوف · قرقیزستان  |
| ۶۰ کیلوگرم  | کنیچیرو فومیتا · ژاپن   | کائو لیگو · چین            | ری سه-یونگ · کره شمالی         |
| ۶۷ کیلوگرم  | سعید اسماعیلی · ایران   | پرویز نصیب‌اف · اوکراین     | حسرت جعفروف · جمهوری آذربایجان |
| ۶۷ کیلوگرم  | سعید اسماعیلی · ایران   | پرویز نصیب‌اف · اوکراین     | لوئیس اورتا · کوبا             |
| ۷۷ کیلوگرم  | نائو کوساکا · ژاپن      | دیمیو ژادرایف · قزاقستان   | مالخاس آمویان · ارمنستان       |
| ۷۷ کیلوگرم  | نائو کوساکا · ژاپن      | دیمیو ژادرایف · قزاقستان   | آکژول محموداف · قرقیزستان      |
| ۸۷ کیلوگرم  | سمن نوویکوف · بلغارستان | علیرضا مهمدی · ایران       | ژان بلنیوک · اوکراین           |
| ۸۷ کیلوگرم  | سمن نوویکوف · بلغارستان | علیرضا مهمدی · ایران       | تورپال بیسلطانوف · دانمارک     |
| ۹۷ کیلوگرم  | محمدهادی ساروی · ایران  | آرتور آلکسانیان · ارمنستان | گابریل روسیلو · کوبا           |
| ۹۷ کیلوگرم  | محمدهادی ساروی · ایران  | آرتور آلکسانیان · ارمنستان | اوزور ژوژوپبیکوف · قرقیزستان   |
| ۱۳۰ کیلوگرم | میخایین لوپز · کوبا     | یاسمانی آکوستا · شیلی      | امین میرزازاده · ایران         |
| ۱۳۰ کیلوگرم | میخایین لوپز · کوبا     | یاسمانی آکوستا · شیلی      | منگ لینگ‌ژی · چین               |

#### آزاد زنان
| رویداد     | طلا                                   | نقره                             | برنز                             |
| ۵۰ کیلوگرم | سارا هیلدبراندت · ایالات متحده آمریکا | یوسنیلیس گوزمان · کوبا           | یویی سوساکی · ژاپن               |
| ۵۰ کیلوگرم | سارا هیلدبراندت · ایالات متحده آمریکا | یوسنیلیس گوزمان · کوبا           | فنگ زیگی · چین                   |
| ۵۳ کیلوگرم | آکاری فوجینامی · ژاپن                 | لوسیا یپز · اکوادور              | چو هیو-گیونگ · کره شمالی         |
| ۵۳ کیلوگرم | آکاری فوجینامی · ژاپن                 | لوسیا یپز · اکوادور              | پانگ کیانیو · چین                |
| ۵۷ کیلوگرم | تسوگومی ساکورای · ژاپن                | آناستازیا نیچیتا · مولداوی       | هلن مرولیس · ایالات متحده آمریکا |
| ۵۷ کیلوگرم | تسوگومی ساکورای · ژاپن                | آناستازیا نیچیتا · مولداوی       | هونگ ککسین · چین                 |
| ۶۲ کیلوگرم | ساکورا موتوکی · ژاپن                  | ایرینا کولیادنکو · اوکراین       | آیسولو تینیبکووا · قرقیزستان     |
| ۶۲ کیلوگرم | ساکورا موتوکی · ژاپن                  | ایرینا کولیادنکو · اوکراین       | گریس بولن · نروژ                 |
| ۶۸ کیلوگرم | آمیت الور · ایالات متحده آمریکا       | مریم جمعه‌نظروا · قرقیزستان       | بوسه توسون · ترکیه               |
| ۶۸ کیلوگرم | آمیت الور · ایالات متحده آمریکا       | مریم جمعه‌نظروا · قرقیزستان       | نونوکا اوزاکی · ژاپن             |
| ۷۶ کیلوگرم | یوکا کاگامی · ژاپن                    | کندی بلیدز · ایالات متحده آمریکا | میلایمیس مارین · کوبا            |
| ۷۶ کیلوگرم | یوکا کاگامی · ژاپن                    | کندی بلیدز · ایالات متحده آمریکا | تاتیانا رنتریا · کلمبیا          |